# 2012-es WTA-szezon
A 2012-es WTA-szezon a WTA, azaz a női profi teniszezők nemzetközi szövetsége által megszervezett versenysorozat 2012-es évada volt. A szezon magába foglalta a Nemzetközi Teniszszövetség (ITF) által felügyelt Grand Slam-tornákat, a Premier tornákat, az International tornákat, az ITF által szervezett Fed-kupát, s a két év végi versenyt, a világbajnokságot és a bajnokok tornáját. Ezen kívül 2012-ben olimpiát is rendeztek, amelynek műsorán ebben az évben is szerepelt a tenisz.

## Az év kiemelkedő magyar eredményei
Babos Tímea egyéniben győzött Monterreyben és párosban győzött Birminghamben. Marosi Katalin párosban döntőt játszott Palermóban.

## Versenynaptár
| Grand Slam-tornák           |
| WTA Premier Mandatory       |
| WTA Premier 5               |
| WTA Premier                 |
| WTA International           |
| WTA Tour Championships      |
| WTA Tournament of Champions |
| Olimpia                     |
| Csapatversenyek             |

### Január
| Kezdés                  | Torna | Győztesek                                                    | Ellenfelek a döntőben             | Elődöntősök                                       | Negyeddöntősök                                                          |
| ----------------------- | --- | ------------------------------------------------------------ | --------------------------------- | ------------------------------------------------- | ----------------------------------------------------------------------- |
| December 31. –január 7. | Hopman-kupa Perth, Ausztrália 1 000 000 A$ – Kemény (f) 8 vegyes csapat                                                     | Csehország · 2–0                                             | Franciaország                     | A csoport további csapatai Dánia · Bulgária · USA | B csoport további csapatai Spanyolország · Kína · Ausztrália            |
| Január 1.               | Brisbane International Brisbane, Ausztrália WTA Premier 655 000 $ – Kemény – 32E/32Q/16P                                    | Kaia Kanepi 6–2, 6–1                                         | Daniela Hantuchová                | Kim Clijsters Francesca Schiavone                 | Iveta Benešová Serena Williams Jelena Janković Andrea Petković          |
| Január 1.               | Brisbane International Brisbane, Ausztrália WTA Premier 655 000 $ – Kemény – 32E/32Q/16P                                    | Nuria Llagostera Vives Arantxa Parra Santonja 7–6(2), 7–6(2) | Raquel Kops-Jones Abigail Spears  | Kim Clijsters Francesca Schiavone                 | Iveta Benešová Serena Williams Jelena Janković Andrea Petković          |
| Január 2.               | ASB Classic Auckland, Új-Zéland WTA International 220 000 $ – Kemény – 32E/32Q/16P Egyéni – Páros                           | Cseng Csie 2–6, 6–3, 2–0 feladta                             | Flavia Pennetta                   | Angelique Kerber Szvetlana Kuznyecova             | Sabine Lisicki Jelena Vesznyina Sara Errani Lucie Hradecká              |
| Január 2.               | ASB Classic Auckland, Új-Zéland WTA International 220 000 $ – Kemény – 32E/32Q/16P Egyéni – Páros                           | Andrea Hlaváčková Lucie Hradecká 6-7(2), 6-2, [10-7]         | Julia Görges Flavia Pennetta      | Angelique Kerber Szvetlana Kuznyecova             | Sabine Lisicki Jelena Vesznyina Sara Errani Lucie Hradecká              |
| Január 8.               | Apia International Sydney Sydney, Ausztrália WTA Premier 637 000 $ – Kemény – 30E/48Q/16P                                   | Viktorija Azaranka 6–2, 1–6, 6–3                             | Li Na                             | Agnieszka Radwańska Petra Kvitová                 | Caroline Wozniacki Marion Bartoli Lucie Šafářová Daniela Hantuchová     |
| Január 8.               | Apia International Sydney Sydney, Ausztrália WTA Premier 637 000 $ – Kemény – 30E/48Q/16P                                   | Květa Peschke Katarina Srebotnik 6–1, 4–6, [13–11]           | Liezel Huber Lisa Raymond         | Agnieszka Radwańska Petra Kvitová                 | Caroline Wozniacki Marion Bartoli Lucie Šafářová Daniela Hantuchová     |
| Január 8.               | Moorilla Hobart International Hobart, Ausztrália WTA International 220 000 $ – Kemény – 32E/32Q/16P Egyéni – Páros          | Mona Barthel 6–1, 6–2                                        | Yanina Wickmayer                  | Sahar Peér Angelique Kerber                       | Simona Halep Anna Csakvetadze Sorana Cîrstea Jarmila Gajdošová          |
| Január 8.               | Moorilla Hobart International Hobart, Ausztrália WTA International 220 000 $ – Kemény – 32E/32Q/16P Egyéni – Páros          | Irina-Camelia Begu Monica Niculescu 6–7(4), 7–6(4), [10–5]   | Csuang Csia-zsung Marina Eraković | Sahar Peér Angelique Kerber                       | Simona Halep Anna Csakvetadze Sorana Cîrstea Jarmila Gajdošová          |
| Január 16.              | Australian Open Melbourne, Ausztrália Grand Slam-torna 12 122 762 $ – Kemény 128E/96Q/64P/32V Egyéni – Páros – Vegyes páros | Viktorija Azaranka 6–3, 6–0                                  | Marija Sarapova                   | Kim Clijsters Petra Kvitová                       | Caroline Wozniacki Agnieszka Radwańska Jekatyerina Makarova Sara Errani |
| Január 16.              | Australian Open Melbourne, Ausztrália Grand Slam-torna 12 122 762 $ – Kemény 128E/96Q/64P/32V Egyéni – Páros – Vegyes páros | Szvetlana Kuznyecova Vera Zvonarjova 5–7, 6–4, 6–3           | Sara Errani Roberta Vinci         | Kim Clijsters Petra Kvitová                       | Caroline Wozniacki Agnieszka Radwańska Jekatyerina Makarova Sara Errani |
| Január 16.              | Australian Open Melbourne, Ausztrália Grand Slam-torna 12 122 762 $ – Kemény 128E/96Q/64P/32V Egyéni – Páros – Vegyes páros | Bethanie Mattek-Sands Horia Tecău 6–3, 5–7, [10–3]           | Jelena Vesznyina Lijendar Pedzs   | Kim Clijsters Petra Kvitová                       | Caroline Wozniacki Agnieszka Radwańska Jekatyerina Makarova Sara Errani |

### Február
| Kezdés       | Torna | Győztesek                                                                               | Ellenfelek a döntőben                                                  | Elődöntősök                        | Negyeddöntősök                                                                       |
| ------------ | --- | --------------------------------------------------------------------------------------- | ---------------------------------------------------------------------- | ---------------------------------- | ------------------------------------------------------------------------------------ |
| Február 4–5. | Fed-kupa, negyeddöntők Moszkva, Oroszország – Kemény (f) Charleroi, Belgium – Kemény (f) Biella, Olaszország – Salak (f) Stuttgart, Németország – Kemény (f) | Negyeddöntők győztesei Oroszország 3–2 · Szerbia 3–2 · Olaszország 3–2 · Csehország 4–1 | Negyeddöntők vesztesei Spanyolország · Belgium · Ukrajna · Németország |                                    |                                                                                      |
| Február 6.   | Open GDF Suez Párizs, Franciaország WTA Premier 637 000 $ – Kemény (f) – 30E/32Q/16P Egyéni – Páros                                                          | Angelique Kerber 7–6(3), 5–7, 6–3                                                       | Marion Bartoli                                                         | Yanina Wickmayer Klára Zakopalová  | Marija Sarapova Mona Barthel Julia Görges Roberta Vinci                              |
| Február 6.   | Open GDF Suez Párizs, Franciaország WTA Premier 637 000 $ – Kemény (f) – 30E/32Q/16P Egyéni – Páros                                                          | Liezel Huber Lisa Raymond 7–6(3), 6–1                                                   | Anna-Lena Grönefeld Petra Martić                                       | Yanina Wickmayer Klára Zakopalová  | Marija Sarapova Mona Barthel Julia Görges Roberta Vinci                              |
| Február 6.   | PTT Pattaya Open Pattaja, Thaiföld WTA International 220 000 $ – Kemény – 32E/16Q/16P Egyéni – Páros                                                         | Daniela Hantuchová 6–7(4), 6–3, 6–3                                                     | Marija Kirilenko                                                       | Sorana Cîrstea Hszie Su-vej        | Vera Zvonarjova Tamarine Tanasugarn Vania King Szánija Mirza                         |
| Február 6.   | PTT Pattaya Open Pattaja, Thaiföld WTA International 220 000 $ – Kemény – 32E/16Q/16P Egyéni – Páros                                                         | Szánija Mirza Anastasia Rodionova 3–6, 6–1, [10–8]                                      | Csan Hao-csing Csan Jung-zsan                                          | Sorana Cîrstea Hszie Su-vej        | Vera Zvonarjova Tamarine Tanasugarn Vania King Szánija Mirza                         |
| Február 13.  | Qatar Total Open Doha, Katar WTA Premier 5 2 168 400 $ – Kemény – 56E/32Q/26P Egyéni – Páros                                                                 | Viktorija Azaranka 6–1, 6–2                                                             | Samantha Stosur                                                        | Agnieszka Radwańska Marion Bartoli | Yanina Wickmayer Christina McHale Monica Niculescu Lucie Šafářová                    |
| Február 13.  | Qatar Total Open Doha, Katar WTA Premier 5 2 168 400 $ – Kemény – 56E/32Q/26P Egyéni – Páros                                                                 | Liezel Huber Lisa Raymond 6–3, 6–1                                                      | Raquel Kops-Jones Abigail Spears                                       | Agnieszka Radwańska Marion Bartoli | Yanina Wickmayer Christina McHale Monica Niculescu Lucie Šafářová                    |
| Február 13.  | Copa Colsanitas Bogotá, Kolumbia WTA International 220 000 $ – Salak – 32E/32Q/16P Egyéni – Páros                                                            | Lara Arruabarrena Vecino 6–2, 7–5                                                       | Alekszandra Panova                                                     | Gallovits-Hall Edina Babos Tímea   | Mariana Duque Mariño Paula Ormaechea Jaroszlava Svedova Karin Knapp                  |
| Február 13.  | Copa Colsanitas Bogotá, Kolumbia WTA International 220 000 $ – Salak – 32E/32Q/16P Egyéni – Páros                                                            | Eva Birnerová Alekszandra Panova 6–2, 6–2                                               | Mandy Minella Stefanie Vögele                                          | Gallovits-Hall Edina Babos Tímea   | Mariana Duque Mariño Paula Ormaechea Jaroszlava Svedova Karin Knapp                  |
| Február 19.  | Memphis International Memphis, Egyesült Államok WTA International 220 000 $ – Kemény (f) – 32E/16Q/16P                                                       | Sofia Arvidsson 6–3, 6–4                                                                | Marina Eraković                                                        | Vera Dusevina Alberta Brianti      | Stéphanie Foretz Gacon Michaëlla Krajicek Leszja Curenko Varvara Lepchenko           |
| Február 19.  | Memphis International Memphis, Egyesült Államok WTA International 220 000 $ – Kemény (f) – 32E/16Q/16P                                                       | Andrea Hlaváčková Lucie Hradecká 6–3, 6–4                                               | Vera Dusevina Volha Havarcova                                          | Vera Dusevina Alberta Brianti      | Stéphanie Foretz Gacon Michaëlla Krajicek Leszja Curenko Varvara Lepchenko           |
| Február 20.  | Dubai Duty Free Tennis Championships Dubaj, Egyesült Arab Emírségek WTA Premier 2 000 000 $ – Kemény – 30E/32Q/28P                                           | Agnieszka Radwańska 7–5, 6–4                                                            | Julia Görges                                                           | Caroline Wozniacki Jelena Janković | Daniela Hantuchová Ana Ivanović Samantha Stosur Sabine Lisicki                       |
| Február 20.  | Dubai Duty Free Tennis Championships Dubaj, Egyesült Arab Emírségek WTA Premier 2 000 000 $ – Kemény – 30E/32Q/28P                                           | Liezel Huber Lisa Raymond 6–2, 6–1                                                      | Szánija Mirza Jelena Vesznyina                                         | Caroline Wozniacki Jelena Janković | Daniela Hantuchová Ana Ivanović Samantha Stosur Sabine Lisicki                       |
| Február 20.  | Whirlpool Monterrey Open Monterrey, Mexikó WTA International 220 000 $ – Kemény – 32E/32Q/16P Egyéni – Páros                                                 | Babos Tímea 6–4, 6–4                                                                    | Alexandra Cadanțu                                                      | Arn Gréta Sara Errani              | Nyina Bratcsikova Lourdes Domínguez Lino Patricia Mayr-Achleitner Mandy Minella      |
| Február 20.  | Whirlpool Monterrey Open Monterrey, Mexikó WTA International 220 000 $ – Kemény – 32E/32Q/16P Egyéni – Páros                                                 | Sara Errani Roberta Vinci 6–2, 7–6(6)                                                   | Date Kimiko Csang Suaj                                                 | Arn Gréta Sara Errani              | Nyina Bratcsikova Lourdes Domínguez Lino Patricia Mayr-Achleitner Mandy Minella      |
| Február 27.  | Abierto Mexicano Telcel Acapulco, Mexikó WTA International 220 000 $ – Salak – 32E/32Q/16P                                                                   | Sara Errani 5–7, 7–6(2), 6–0                                                            | Flavia Pennetta                                                        | Roberta Vinci Irina-Camelia Begu   | Michaëlla Krajicek Estrella Cabeza Candela Magdaléna Rybáriková Mariana Duque Mariño |
| Február 27.  | Abierto Mexicano Telcel Acapulco, Mexikó WTA International 220 000 $ – Salak – 32E/32Q/16P                                                                   | Sara Errani Roberta Vinci 6–2, 6–1                                                      | Lourdes Domínguez Lino Arantxa Parra Santonja                          | Roberta Vinci Irina-Camelia Begu   | Michaëlla Krajicek Estrella Cabeza Candela Magdaléna Rybáriková Mariana Duque Mariño |
| Február 27.  | BMW Malaysian Open Kuala Lumpur, Malajzia WTA International 220 000 $ – Kemény (f) – 32E/32Q/16P Egyéni – Páros                                              | Hszie Su-vej 2–6, 7–5, 4–1 feladta                                                      | Petra Martić                                                           | Eléni Danjilídu Jelena Janković    | Agnieszka Radwańska Olivia Rogowska Peng Suaj Morita Ajumi                           |
| Február 27.  | BMW Malaysian Open Kuala Lumpur, Malajzia WTA International 220 000 $ – Kemény (f) – 32E/32Q/16P Egyéni – Páros                                              | Csang Kaj-csen Csuang Csia-zsung 7–5, 6–4                                               | Csan Hao-csing Fudzsivara Rika                                         | Eléni Danjilídu Jelena Janković    | Agnieszka Radwańska Olivia Rogowska Peng Suaj Morita Ajumi                           |

### Március
| Kezdés      | Torna | Győztesek                                           | Ellenfelek a döntőben          | Elődöntősök                       | Negyeddöntősök                                            |
| ----------- | --- | --------------------------------------------------- | ------------------------------ | --------------------------------- | --------------------------------------------------------- |
| Március 7.  | BNP Paribas Open Indian Wells, Egyesült Államok WTA Premier Mandatory 5 536 664 $ – Kemény – 96E/48Q/32P Egyéni – Páros | Viktorija Azaranka 6–2, 6–3                         | Marija Sarapova                | Angelique Kerber Ana Ivanović     | Agnieszka Radwańska Li Na Marion Bartoli Marija Kirilenko |
| Március 7.  | BNP Paribas Open Indian Wells, Egyesült Államok WTA Premier Mandatory 5 536 664 $ – Kemény – 96E/48Q/32P Egyéni – Páros | Liezel Huber Lisa Raymond 6–2, 6–3                  | Szánija Mirza Jelena Vesznyina | Angelique Kerber Ana Ivanović     | Agnieszka Radwańska Li Na Marion Bartoli Marija Kirilenko |
| Március 20. | Sony Ericsson Open Miami, Egyesült Államok WTA Premier Mandatory 4 828 050 $ – Kemény – 96E/48Q/32P Egyéni – Páros      | Agnieszka Radwańska 7–5, 6–4                        | Marija Sarapova                | Marion Bartoli Caroline Wozniacki | Viktorija Azaranka Venus Williams Serena Williams Li Na   |
| Március 20. | Sony Ericsson Open Miami, Egyesült Államok WTA Premier Mandatory 4 828 050 $ – Kemény – 96E/48Q/32P Egyéni – Páros      | Marija Kirilenko Nagyja Petrova 7–6(0), 4–6, [10–4] | Sara Errani Roberta Vinci      | Marion Bartoli Caroline Wozniacki | Viktorija Azaranka Venus Williams Serena Williams Li Na   |

### Április
| Kezdés      | Torna | Győztesek                                                   | Ellenfelek a döntőben                         | Elődöntősök                         | Negyeddöntősök                                                                     |
| ----------- | --- | ----------------------------------------------------------- | --------------------------------------------- | ----------------------------------- | ---------------------------------------------------------------------------------- |
| Április 2.  | Family Circle Cup Charleston, Egyesült Államok WTA Premier 749 160 $ – Zöld salak – 56E/48Q/16P Egyéni – Páros            | Serena Williams 6–0, 6–1                                    | Lucie Šafářová                                | Polona Hercog Samantha Stosur       | Nagyja Petrova Vera Zvonarjova Sabine Lisicki Venus Williams                       |
| Április 2.  | Family Circle Cup Charleston, Egyesült Államok WTA Premier 749 160 $ – Zöld salak – 56E/48Q/16P Egyéni – Páros            | Anasztaszija Pavljucsenkova Lucie Šafářová 5–7, 6–4, [10–6] | Anabel Medina Garrigues Jaroszlava Svedova    | Polona Hercog Samantha Stosur       | Nagyja Petrova Vera Zvonarjova Sabine Lisicki Venus Williams                       |
| Április 9.  | Barcelona Ladies Open Barcelona, Spanyolország WTA International 220 000 $ – Salak – 32E/32Q/16P Egyéni – Páros           | Sara Errani 6–2, 6–2                                        | Dominika Cibulková                            | Sorana Cîrstea Carla Suárez Navarro | Volha Havarcova Julija Bejhelzimer Simona Halep Julia Görges                       |
| Április 9.  | Barcelona Ladies Open Barcelona, Spanyolország WTA International 220 000 $ – Salak – 32E/32Q/16P Egyéni – Páros           | Sara Errani Roberta Vinci 6–0, 6–2                          | Flavia Pennetta Francesca Schiavone           | Sorana Cîrstea Carla Suárez Navarro | Volha Havarcova Julija Bejhelzimer Simona Halep Julia Görges                       |
| Április 9.  | e-Boks Open Koppenhága, Dánia WTA International 220 000 $ – Kemény (f) – 32E/32Q/16P Egyéni – Páros                       | Angelique Kerber 6–4, 6–4                                   | Caroline Wozniacki                            | Petra Martić Jelena Janković        | Alizé Cornet Bojana Jovanovski Kaia Kanepi Mona Barthel                            |
| Április 9.  | e-Boks Open Koppenhága, Dánia WTA International 220 000 $ – Kemény (f) – 32E/32Q/16P Egyéni – Páros                       | Date Kimiko Fudzsivara Rika 6–2, 4–6, [10–5]                | Sofia Arvidsson Kaia Kanepi                   | Petra Martić Jelena Janković        | Alizé Cornet Bojana Jovanovski Kaia Kanepi Mona Barthel                            |
| Április 16. | Fed-kupa, elődöntők Moszkva, Oroszország – Salak (f) Ostrava, Csehország – Kemény (f)                                     | Elődöntők győztesei Szerbia 3–2 · Csehország 4–1            | Elődöntők vesztesei Oroszország · Olaszország |                                     |                                                                                    |
| Április 23. | Porsche Tennis Grand Prix Stuttgart, Németország WTA Premier 740 000 $ – Salak (f) – 28E/32Q/16P Egyéni – Páros           | Marija Sarapova 6–1, 6–4                                    | Viktorija Azaranka                            | Agnieszka Radwańska Petra Kvitová   | Mona Barthel Li Na Angelique Kerber Samantha Stosur                                |
| Április 23. | Porsche Tennis Grand Prix Stuttgart, Németország WTA Premier 740 000 $ – Salak (f) – 28E/32Q/16P Egyéni – Páros           | Iveta Benešová Barbora Záhlavová-Strýcová 6–4, 7–5          | Julia Görges Anna-Lena Grönefeld              | Agnieszka Radwańska Petra Kvitová   | Mona Barthel Li Na Angelique Kerber Samantha Stosur                                |
| Április 23. | Grand Prix de SAR La Princesse Lalla Meryem Fez, Marokkó WTA International 220 000 $ – Salak – 32E/32Q/16P Egyéni – Páros | Kiki Bertens 7–5, 6–0                                       | Laura Pous Tió                                | Simona Halep Mathilde Johansson     | Anabel Medina Garrigues Garbiñe Muguruza Blanco Petra Cetkovská Irina-Camelia Begu |
| Április 23. | Grand Prix de SAR La Princesse Lalla Meryem Fez, Marokkó WTA International 220 000 $ – Salak – 32E/32Q/16P Egyéni – Páros | Petra Cetkovská Alekszandra Panova 3–6, 7–6(5), [11–9]      | Irina-Camelia Begu Alexandra Cadanțu          | Simona Halep Mathilde Johansson     | Anabel Medina Garrigues Garbiñe Muguruza Blanco Petra Cetkovská Irina-Camelia Begu |
| Április 30. | Budapest Grand Prix Budapest, Magyarország WTA International 220 000 $ – Salak – 32E/16Q/16P Egyéni – Páros               | Sara Errani 7–5, 6–4                                        | Jelena Vesznyina                              | Ana Tatisvili Marina Eraković       | Alberta Brianti Aleksandra Wozniak B. Záhlavová-Strýcová Jelena Vesznyina          |
| Április 30. | Budapest Grand Prix Budapest, Magyarország WTA International 220 000 $ – Salak – 32E/16Q/16P Egyéni – Páros               | Janette Husárová Magdaléna Rybáriková 6–4, 6–2              | Eva Birnerová Michaëlla Krajicek              | Ana Tatisvili Marina Eraković       | Alberta Brianti Aleksandra Wozniak B. Záhlavová-Strýcová Jelena Vesznyina          |
| Április 30. | Estoril Open Estoril, Portugália WTA International 220 000 $ – Salak – 32E/32Q/16P Egyéni – Páros                         | Kaia Kanepi 3–6, 7–6(6), 6–4                                | Carla Suárez Navarro                          | Roberta Vinci Karin Knapp           | Nagyja Petrova Petra Cetkovská Silvia Soler Espinosa Galina Voszkobojeva           |
| Április 30. | Estoril Open Estoril, Portugália WTA International 220 000 $ – Salak – 32E/32Q/16P Egyéni – Páros                         | Csuang Csia-zsung Csang Suaj 4–6, 6–1, [11–9]               | Jaroszlava Svedova Galina Voszkobojeva        | Roberta Vinci Karin Knapp           | Nagyja Petrova Petra Cetkovská Silvia Soler Espinosa Galina Voszkobojeva           |

### Május
| Kezdés    | Torna | Győztesek                                                | Ellenfelek a döntőben                  | Elődöntősök                        | Negyeddöntősök                                                             |
| --------- | --- | -------------------------------------------------------- | -------------------------------------- | ---------------------------------- | -------------------------------------------------------------------------- |
| Május 5.  | Mutua Madrid Open Madrid, Spanyolország WTA Premier Mandatory 5 189 603 $ – Kék salak – 64E/32Q/28P Egyéni – Páros       | Serena Williams 6–1, 6–3                                 | Viktorija Azaranka                     | Agnieszka Radwańska Lucie Hradecká | Li Na Varvara Lepchenko Samantha Stosur Marija Sarapova                    |
| Május 5.  | Mutua Madrid Open Madrid, Spanyolország WTA Premier Mandatory 5 189 603 $ – Kék salak – 64E/32Q/28P Egyéni – Páros       | Sara Errani Roberta Vinci 6–1, 3–6, [10–4]               | Jekatyerina Makarova Jelena Vesznyina  | Agnieszka Radwańska Lucie Hradecká | Li Na Varvara Lepchenko Samantha Stosur Marija Sarapova                    |
| Május 14. | Internazionali BNL d’Italia Róma, Olaszország WTA Premier 5 2 168 400 $ – Salak – 56E/32Q/28P Egyéni – Páros             | Marija Sarapova 4–6, 6–4, 7–6(5)                         | Li Na                                  | Serena Williams Angelique Kerber   | Dominika Cibulková Flavia Pennetta Petra Kvitová Venus Williams            |
| Május 14. | Internazionali BNL d’Italia Róma, Olaszország WTA Premier 5 2 168 400 $ – Salak – 56E/32Q/28P Egyéni – Páros             | Sara Errani Roberta Vinci 6–2, 7–5                       | Jekatyerina Makarova Jelena Vesznyina  | Serena Williams Angelique Kerber   | Dominika Cibulková Flavia Pennetta Petra Kvitová Venus Williams            |
| Május 21. | Brussels Open Brüsszel, Belgium WTA Premier 637 000 $ – Salak – 30E/28Q/16P Egyéni – Páros                               | Agnieszka Radwańska 7–5, 6–0                             | Simona Halep                           | Kaia Kanepi Sofia Arvidsson        | Alison van Uytvanck Cvetana Pironkova Dominika Cibulková Urszula Radwańska |
| Május 21. | Brussels Open Brüsszel, Belgium WTA Premier 637 000 $ – Salak – 30E/28Q/16P Egyéni – Páros                               | Bethanie Mattek-Sands Szánija Mirza 6–3, 6–2             | Alicja Rosolska Cseng Csie             | Kaia Kanepi Sofia Arvidsson        | Alison van Uytvanck Cvetana Pironkova Dominika Cibulková Urszula Radwańska |
| Május 21. | Internationaux de Strasbourg Strasbourg, Franciaország WTA International 220 000 $ – Salak – 32E/30Q/16P Egyéni – Páros  | Francesca Schiavone 6–4, 6–4                             | Alizé Cornet                           | Pauline Parmentier Sloane Stephens | Alekszandra Panova Anabel Medina Garrigues Morita Ajumi Johanna Larsson    |
| Május 21. | Internationaux de Strasbourg Strasbourg, Franciaország WTA International 220 000 $ – Salak – 32E/30Q/16P Egyéni – Páros  | Volha Havarcova Klaudia Jans-Ignacik 6–7(4), 6–3, [10–3] | Natalie Grandin Vladimíra Uhlířová     | Pauline Parmentier Sloane Stephens | Alekszandra Panova Anabel Medina Garrigues Morita Ajumi Johanna Larsson    |
| Május 27. | Roland Garros Párizs, Franciaország Grand Slam-torna 11 315 740 $ – Salak 128E/96Q/64P/32V Egyéni – Páros – Vegyes páros | Marija Sarapova 6–3, 6–2                                 | Sara Errani                            | Samantha Stosur Petra Kvitová      | Dominika Cibulková Angelique Kerber Jaroszlava Svedova Kaia Kanepi         |
| Május 27. | Roland Garros Párizs, Franciaország Grand Slam-torna 11 315 740 $ – Salak 128E/96Q/64P/32V Egyéni – Páros – Vegyes páros | Sara Errani Roberta Vinci 4–6, 6–4, 6–2                  | Marija Kirilenko Nagyja Petrova        | Samantha Stosur Petra Kvitová      | Dominika Cibulková Angelique Kerber Jaroszlava Svedova Kaia Kanepi         |
| Május 27. | Roland Garros Párizs, Franciaország Grand Slam-torna 11 315 740 $ – Salak 128E/96Q/64P/32V Egyéni – Páros – Vegyes páros | Szánija Mirza Mahes Bhúpati 7–6(3), 6–1                  | Klaudia Jans-Ignacik Santiago González | Samantha Stosur Petra Kvitová      | Dominika Cibulková Angelique Kerber Jaroszlava Svedova Kaia Kanepi         |

### Június
| Kezdés     | Torna | Győztesek                                                        | Ellenfelek a döntőben            | Elődöntősök                         | Negyeddöntősök                                                                    |
| ---------- | --- | ---------------------------------------------------------------- | -------------------------------- | ----------------------------------- | --------------------------------------------------------------------------------- |
| Június 11. | AEGON Classic Birmingham, Egyesült Királyság WTA International 220 000 $ – Fű – 56E/32Q/16P Egyéni – Páros                | Melanie Oudin 6–4, 6–2                                           | Jelena Janković                  | Cseng Csie Jekatyerina Makarova     | Doi Miszaki Roberta Vinci Hszie Su-vej Irina Falconi                              |
| Június 11. | AEGON Classic Birmingham, Egyesült Királyság WTA International 220 000 $ – Fű – 56E/32Q/16P Egyéni – Páros                | Babos Tímea Hszie Su-vej 7–5, 6–7(2), [10–8]                     | Liezel Huber Lisa Raymond        | Cseng Csie Jekatyerina Makarova     | Doi Miszaki Roberta Vinci Hszie Su-vej Irina Falconi                              |
| Június 11. | NÜRNBERGER Gastein Ladies Bad Gastein, Ausztria WTA International 220 000 $ – Salak – 32E/16Q/16P Egyéni – Páros          | Alizé Cornet 7–5, 7–6(1)                                         | Yanina Wickmayer                 | Kszenyija Pervak Mandy Minella      | Estrella Cabeza Candela Chichi Scholl Johanna Larsson Yvonne Meusburger           |
| Június 11. | NÜRNBERGER Gastein Ladies Bad Gastein, Ausztria WTA International 220 000 $ – Salak – 32E/16Q/16P Egyéni – Páros          | Jill Craybas Julia Görges 6–7(4), 6–4, [11–9]                    | Anna-Lena Grönefeld Petra Martić | Kszenyija Pervak Mandy Minella      | Estrella Cabeza Candela Chichi Scholl Johanna Larsson Yvonne Meusburger           |
| Június 17. | UNICEF Open ’s-Hertogenbosch, Hollandia WTA International 220 000 $ – Fű – 32E/16Q/16P Egyéni – Páros                     | Nagyja Petrova 6–4, 6–3                                          | Urszula Radwańska                | Kirsten Flipkens Kim Clijsters      | Roberta Vinci Dominika Cibulková Sofia Arvidsson Francesca Schiavone              |
| Június 17. | UNICEF Open ’s-Hertogenbosch, Hollandia WTA International 220 000 $ – Fű – 32E/16Q/16P Egyéni – Páros                     | Sara Errani Roberta Vinci 6–4, 3–6, [11–9]                       | Marija Kirilenko Nagyja Petrova  | Kirsten Flipkens Kim Clijsters      | Roberta Vinci Dominika Cibulková Sofia Arvidsson Francesca Schiavone              |
| Június 18. | AEGON International Eastbourne, Egyesült Királyság WTA Premier 637 000 $ – Fű – 32E/32Q/16P Egyéni – Páros                | Tamira Paszek 5–7, 6–3, 7–5                                      | Angelique Kerber                 | Marion Bartoli Klára Zakopalová     | Cvetana Pironkova Lucie Šafářová Anasztaszija Pavljucsenkova Jekatyerina Makarova |
| Június 18. | AEGON International Eastbourne, Egyesült Királyság WTA Premier 637 000 $ – Fű – 32E/32Q/16P Egyéni – Páros                | Nuria Llagostera Vives María José Martínez Sánchez 6–4, feladták | Liezel Huber Lisa Raymond        | Marion Bartoli Klára Zakopalová     | Cvetana Pironkova Lucie Šafářová Anasztaszija Pavljucsenkova Jekatyerina Makarova |
| Június 25. | Wimbledon London, Egyesült Királyság Grand Slam-torna 7 183 200 £ – Fű 128E/96Q/64P/16Q/48V Egyéni – Páros – Vegyes páros | Serena Williams 6–1, 5–7, 6–2                                    | Agnieszka Radwańska              | Angelique Kerber Viktorija Azaranka | Sabine Lisicki Marija Kirilenko Petra Kvitová Tamira Paszek                       |
| Június 25. | Wimbledon London, Egyesült Királyság Grand Slam-torna 7 183 200 £ – Fű 128E/96Q/64P/16Q/48V Egyéni – Páros – Vegyes páros | Serena Williams Venus Williams 7–5, 6–4                          | Andrea Hlaváčková Lucie Hradecká | Angelique Kerber Viktorija Azaranka | Sabine Lisicki Marija Kirilenko Petra Kvitová Tamira Paszek                       |
| Június 25. | Wimbledon London, Egyesült Királyság Grand Slam-torna 7 183 200 £ – Fű 128E/96Q/64P/16Q/48V Egyéni – Páros – Vegyes páros | Mike Bryan Lisa Raymond 6–3, 5–7, 6–4                            | Lijendar Pedzs Jelena Vesznyina  | Angelique Kerber Viktorija Azaranka | Sabine Lisicki Marija Kirilenko Petra Kvitová Tamira Paszek                       |

### Július
| Kezdés                    | Torna | Győztesek                                              | Ellenfelek a döntőben             | Elődöntősök                                   | Elődöntősök                      | Negyeddöntősök                                                                 |
| ------------------------- | --- | ------------------------------------------------------ | --------------------------------- | --------------------------------------------- | -------------------------------- | ------------------------------------------------------------------------------ |
| Július 9.                 | Bank of the West Classic Stanford, Egyesült Államok WTA Premier 740 000 $ – Kemény – 28E/16Q/16P Egyéni – Páros                 | Serena Williams 7–5, 6–3                               | Coco Vandeweghe                   | Sorana Cîrstea Yanina Wickmayer               | Sorana Cîrstea Yanina Wickmayer  | Chanelle Scheepers Dominika Cibulková Urszula Radwańska Marion Bartoli         |
| Július 9.                 | Bank of the West Classic Stanford, Egyesült Államok WTA Premier 740 000 $ – Kemény – 28E/16Q/16P Egyéni – Páros                 | Marina Eraković Heather Watson 7–5, 7–6(7)             | Jarmila Gajdošová Vania King      | Sorana Cîrstea Yanina Wickmayer               | Sorana Cîrstea Yanina Wickmayer  | Chanelle Scheepers Dominika Cibulková Urszula Radwańska Marion Bartoli         |
| Július 9.                 | Italiacom Open Palermo, Olaszország WTA International 220 000 $ – Salak – 32E/32Q/16P Egyéni – Páros                            | Sara Errani 6–1, 6–3                                   | Barbora Záhlavová-Strýcová        | Irina-Camelia Begu Laura Robson               | Irina-Camelia Begu Laura Robson  | Alexandra Cadanțu Estrella Cabeza Candela Julia Görges Carla Suárez Navarro    |
| Július 9.                 | Italiacom Open Palermo, Olaszország WTA International 220 000 $ – Salak – 32E/32Q/16P Egyéni – Páros                            | Renata Voráčová Barbora Záhlavová-Strýcová 7–6(5), 6–4 | Darija Jurak Marosi Katalin       | Irina-Camelia Begu Laura Robson               | Irina-Camelia Begu Laura Robson  | Alexandra Cadanțu Estrella Cabeza Candela Julia Görges Carla Suárez Navarro    |
| Július 16.                | Mercury Insurance Open Carlsbad, Egyesült Államok WTA Premier 740 000 $ – Kemény – 28E/16Q/16P Egyéni – Páros                   | Dominika Cibulková 6–1, 7–5                            | Marion Bartoli                    | Csan Jung-zsan Nagyja Petrova                 | Csan Jung-zsan Nagyja Petrova    | Christina McHale Jelena Janković Varvara Lepchenko Urszula Radwańska           |
| Július 16.                | Mercury Insurance Open Carlsbad, Egyesült Államok WTA Premier 740 000 $ – Kemény – 28E/16Q/16P Egyéni – Páros                   | Raquel Kops-Jones Abigail Spears 6–2, 6–4              | Vania King Nagyja Petrova         | Csan Jung-zsan Nagyja Petrova                 | Csan Jung-zsan Nagyja Petrova    | Christina McHale Jelena Janković Varvara Lepchenko Urszula Radwańska           |
| Július 16.                | Sony Swedish Open Båstad, Svédország WTA International 220 000 $ – Salak – 32E/32Q/16P Egyéni – Páros                           | Polona Hercog 0–6, 6–4, 7–5                            | Mathilde Johansson                | Johanna Larsson Mona Barthel                  | Johanna Larsson Mona Barthel     | Anasztaszija Pavljucsenkova Klára Zakopalová Sofia Arvidsson Cvetana Pironkova |
| Július 16.                | Sony Swedish Open Båstad, Svédország WTA International 220 000 $ – Salak – 32E/32Q/16P Egyéni – Páros                           | Catalina Castaño Mariana Duque Mariño 4–6, 7–5, [10–5] | Eva Hrdinová Mervana Jugić-Salkić | Johanna Larsson Mona Barthel                  | Johanna Larsson Mona Barthel     | Anasztaszija Pavljucsenkova Klára Zakopalová Sofia Arvidsson Cvetana Pironkova |
| Július 23.                | Baku Cup Bakı, Azerbajdzsán WTA International 220 000 $ – Kemény – 32E/16Q/16P Egyéni – Páros                                   | Bojana Jovanovski 6–3, 6–1                             | Julia Cohen                       | Olga Pucskova Alekszandra Panova              | Olga Pucskova Alekszandra Panova | Magdaléna Rybáriková Mandy Minella Aleksandra Krunić Nyina Bratcsikova         |
| Július 23.                | Baku Cup Bakı, Azerbajdzsán WTA International 220 000 $ – Kemény – 32E/16Q/16P Egyéni – Páros                                   | Irina Burjacsok Valerija Szolovjeva 6–3, 6–2           | Eva Birnerová Alberta Brianti     | Olga Pucskova Alekszandra Panova              | Olga Pucskova Alekszandra Panova | Magdaléna Rybáriková Mandy Minella Aleksandra Krunić Nyina Bratcsikova         |
| Július 28. – augusztus 5. | 2012. évi nyári olimpiai játékok London, Egyesült Királyság Nyári olimpiai játékok Fű 64E/32P/16V Egyéni – Páros – Vegyes páros | Arany                                                  | Ezüst                             | Bronz                                         | 4. helyezettek                   | Angelique Kerber Caroline Wozniacki Kim Clijsters Petra Kvitová                |
| Július 28. – augusztus 5. | 2012. évi nyári olimpiai játékok London, Egyesült Királyság Nyári olimpiai játékok Fű 64E/32P/16V Egyéni – Páros – Vegyes páros | Serena Williams 6–0, 6–1                               | Marija Sarapova                   | Viktorija Azaranka 6–3, 6–4                   | Marija Kirilenko                 | Angelique Kerber Caroline Wozniacki Kim Clijsters Petra Kvitová                |
| Július 28. – augusztus 5. | 2012. évi nyári olimpiai játékok London, Egyesült Királyság Nyári olimpiai játékok Fű 64E/32P/16V Egyéni – Páros – Vegyes páros | Serena Williams Venus Williams 6–4, 6–4                | Andrea Hlaváčková Lucie Hradecká  | Marija Kirilenko Nagyja Petrova 4–6, 6–4, 6–1 | Liezel Huber Lisa Raymond        | Angelique Kerber Caroline Wozniacki Kim Clijsters Petra Kvitová                |
| Július 28. – augusztus 5. | 2012. évi nyári olimpiai játékok London, Egyesült Királyság Nyári olimpiai játékok Fű 64E/32P/16V Egyéni – Páros – Vegyes páros | Viktorija Azaranka Makszim Mirni 2–6, 6–3, [10–8]      | Laura Robson Andy Murray          | Lisa Raymond Mike Bryan 6–3, 4–6, [10–4]      | Sabine Lisicki Christopher Kas   | Angelique Kerber Caroline Wozniacki Kim Clijsters Petra Kvitová                |
| Július 30.                | Citi Open Washington, Egyesült Államok WTA International 220 000 $ – Kemény – 32E/16Q/16P Egyéni – Páros                        | Magdaléna Rybáriková 6–1, 6–1                          | Anasztaszija Pavljucsenkova       | Vania King Sloane Stephens                    | Vania King Sloane Stephens       | Csang Kaj-csen Coco Vandeweghe Eugenie Bouchard Jana Čepelová                  |
| Július 30.                | Citi Open Washington, Egyesült Államok WTA International 220 000 $ – Kemény – 32E/16Q/16P Egyéni – Páros                        | Aojama Súko Csang Kaj-csen 7–5, 6–2                    | Irina Falconi Chanelle Scheepers  | Vania King Sloane Stephens                    | Vania King Sloane Stephens       | Csang Kaj-csen Coco Vandeweghe Eugenie Bouchard Jana Čepelová                  |

### Augusztus
| Kezdés        | Torna | Győztesek                                                 | Ellenfelek a döntőben             | Elődöntősök                       | Negyeddöntősök                                                                  |
| ------------- | --- | --------------------------------------------------------- | --------------------------------- | --------------------------------- | ------------------------------------------------------------------------------- |
| Augusztus 6.  | Rogers Cup Montréal, Kanada WTA Premier 5 2 168 400 $ – Kemény – 48E/56Q/28P Egyéni – Páros                               | Petra Kvitová 7–5, 2–6, 6–3                               | Li Na                             | Caroline Wozniacki Lucie Šafářová | Tamira Paszek Aleksandra Wozniak Roberta Vinci Agnieszka Radwańska              |
| Augusztus 6.  | Rogers Cup Montréal, Kanada WTA Premier 5 2 168 400 $ – Kemény – 48E/56Q/28P Egyéni – Páros                               | Klaudia Jans-Ignacik Kristina Mladenovic 7–5, 2–6, [10–7] | Nagyja Petrova Katarina Srebotnik | Caroline Wozniacki Lucie Šafářová | Tamira Paszek Aleksandra Wozniak Roberta Vinci Agnieszka Radwańska              |
| Augusztus 13. | Western & Southern Open Cincinnati, Egyesült Államok WTA Premier 5 2 168 400 $ – Kemény – 56E/48Q/28P Egyéni – Páros      | Li Na 1–6, 6–3, 6–1                                       | Angelique Kerber                  | Venus Williams Petra Kvitová      | Agnieszka Radwańska Samantha Stosur Anasztaszija Pavljucsenkova Serena Williams |
| Augusztus 13. | Western & Southern Open Cincinnati, Egyesült Államok WTA Premier 5 2 168 400 $ – Kemény – 56E/48Q/28P Egyéni – Páros      | Andrea Hlaváčková Lucie Hradecká 6–1, 6–3                 | Katarina Srebotnik Cseng Csie     | Venus Williams Petra Kvitová      | Agnieszka Radwańska Samantha Stosur Anasztaszija Pavljucsenkova Serena Williams |
| Augusztus 19. | New Haven Open New Haven, Egyesült Államok WTA Premier 637 000 $ – Kemény – 28E/32Q/16P Egyéni – Páros                    | Petra Kvitová 7–6(9), 7–5                                 | Marija Kirilenko                  | Caroline Wozniacki Sara Errani    | Volha Havarcova Dominika Cibulková Marion Bartoli Lucie Šafářová                |
| Augusztus 19. | New Haven Open New Haven, Egyesült Államok WTA Premier 637 000 $ – Kemény – 28E/32Q/16P Egyéni – Páros                    | Liezel Huber Lisa Raymond 4–6, 6–0, [10–4]                | Andrea Hlaváčková Lucie Hradecká  | Caroline Wozniacki Sara Errani    | Volha Havarcova Dominika Cibulková Marion Bartoli Lucie Šafářová                |
| Augusztus 19. | Texas Tennis Open Dallas, Egyesült Államok WTA International 220 000 $ – Kemény – 32E/16Q/16P Egyéni – Páros              | Roberta Vinci 7–5, 6–3                                    | Jelena Janković                   | Bojana Jovanovski Casey Dellacqua | Peng Suaj Chanelle Scheepers Aleksandra Wozniak Sorana Cîrstea                  |
| Augusztus 19. | Texas Tennis Open Dallas, Egyesült Államok WTA International 220 000 $ – Kemény – 32E/16Q/16P Egyéni – Páros              | Marina Eraković Heather Watson 6–3, 6–0                   | Līga Dekmeijere Irina Falconi     | Bojana Jovanovski Casey Dellacqua | Peng Suaj Chanelle Scheepers Aleksandra Wozniak Sorana Cîrstea                  |
| Augusztus 27. | US Open New York, Egyesült Államok Grand Slam-torna 11 777 000 $ – Kemény 128E/128Q/64P/32V Egyéni – Páros – Vegyes páros | Serena Williams 6–2, 2–6, 7–5                             | Viktorija Azaranka                | Marija Sarapova Sara Errani       | Samantha Stosur Marion Bartoli Ana Ivanović Roberta Vinci                       |
| Augusztus 27. | US Open New York, Egyesült Államok Grand Slam-torna 11 777 000 $ – Kemény 128E/128Q/64P/32V Egyéni – Páros – Vegyes páros | Sara Errani Roberta Vinci 6–4, 6–2                        | Andrea Hlaváčková Lucie Hradecká  | Marija Sarapova Sara Errani       | Samantha Stosur Marion Bartoli Ana Ivanović Roberta Vinci                       |
| Augusztus 27. | US Open New York, Egyesült Államok Grand Slam-torna 11 777 000 $ – Kemény 128E/128Q/64P/32V Egyéni – Páros – Vegyes páros | Jekatyerina Makarova Bruno Soares 6–7(8), 6–1, [12–10]    | Květa Peschke Marcin Matkowski    | Marija Sarapova Sara Errani       | Samantha Stosur Marion Bartoli Ana Ivanović Roberta Vinci                       |

### Szeptember
| Kezdés         | Torna | Győztesek                                                | Ellenfelek a döntőben                | Elődöntősök                            | Negyeddöntősök                                                             |
| -------------- | --- | -------------------------------------------------------- | ------------------------------------ | -------------------------------------- | -------------------------------------------------------------------------- |
| Szeptember 10. | Tashkent Open Taskent, Üzbegisztán WTA International 220 000 $ – Kemény – 32E/32Q/16P Egyéni – Páros                | Irina-Camelia Begu 6–4, 6–4                              | Donna Vekić                          | Eva Birnerová Urszula Radwańska        | Alexandra Cadanțu Bojana Jovanovski Galina Voszkobojeva Alekszandra Panova |
| Szeptember 10. | Tashkent Open Taskent, Üzbegisztán WTA International 220 000 $ – Kemény – 32E/32Q/16P Egyéni – Páros                | Paula Kania Palina Pehava 6–2, feladták                  | Anna Csakvetadze Vesna Dolonc        | Eva Birnerová Urszula Radwańska        | Alexandra Cadanțu Bojana Jovanovski Galina Voszkobojeva Alekszandra Panova |
| Szeptember 10. | Bell Challenge Québec, Kanada WTA International 220 000 $ – Kemény (f) – 32E/32Q/16P Egyéni – Páros                 | Kirsten Flipkens 6–1, 7–5                                | Lucie Hradecká                       | Mona Barthel Kristina Mladenovic       | Ana Tatisvili B. Záhlavová-Strýcová Melanie Oudin Lauren Davis             |
| Szeptember 10. | Bell Challenge Québec, Kanada WTA International 220 000 $ – Kemény (f) – 32E/32Q/16P Egyéni – Páros                 | Tatjana Malek Kristina Mladenovic 7–6(5), 6–7(6), [10–7] | Alicja Rosolska Heather Watson       | Mona Barthel Kristina Mladenovic       | Ana Tatisvili B. Záhlavová-Strýcová Melanie Oudin Lauren Davis             |
| Szeptember 17. | KDB Korea Open Szöul, Dél-Korea WTA International 500 000 $ – Kemény – 32E/32Q/16P Egyéni – Páros                   | Caroline Wozniacki 6–1, 6–0                              | Kaia Kanepi                          | Jekatyerina Makarova Varvara Lepchenko | Klára Zakopalová María José Martínez Kiki Bertens Tamira Paszek            |
| Szeptember 17. | KDB Korea Open Szöul, Dél-Korea WTA International 500 000 $ – Kemény – 32E/32Q/16P Egyéni – Páros                   | Raquel Kops-Jones Abigail Spears 2–6, 6–2, [10–8]        | Akgul Amanmuradova Vania King        | Jekatyerina Makarova Varvara Lepchenko | Klára Zakopalová María José Martínez Kiki Bertens Tamira Paszek            |
| Szeptember 17. | Guangzhou International Women’s Open Kanton, Kína WTA International 220 000 $ – Kemény – 32E/32Q/16P Egyéni – Páros | Hszie Su-vej 6–3, 5–7, 6–4                               | Laura Robson                         | Urszula Radwańska Sorana Cîrstea       | Mathilde Johansson Chanelle Scheepers Alizé Cornet Peng Suaj               |
| Szeptember 17. | Guangzhou International Women’s Open Kanton, Kína WTA International 220 000 $ – Kemény – 32E/32Q/16P Egyéni – Páros | Tamarine Tanasugarn Csang Suaj 2–6, 6–2, [10–8]          | Jarmila Gajdošová Monica Niculescu   | Urszula Radwańska Sorana Cîrstea       | Mathilde Johansson Chanelle Scheepers Alizé Cornet Peng Suaj               |
| Szeptember 23. | Toray Pan Pacific Open Tokió, Japán WTA Premier 5 2 168 400 $ – Kemény – 56E/32Q/16P Egyéni – Páros                 | Nagyja Petrova 6–0, 1–6, 6–3                             | Agnieszka Radwańska                  | Angelique Kerber Samantha Stosur       | Viktorija Azaranka Caroline Wozniacki Sara Errani Marija Sarapova          |
| Szeptember 23. | Toray Pan Pacific Open Tokió, Japán WTA Premier 5 2 168 400 $ – Kemény – 56E/32Q/16P Egyéni – Páros                 | Raquel Kops-Jones Abigail Spears 6–1, 6–4                | Anna-Lena Grönefeld Květa Peschke    | Angelique Kerber Samantha Stosur       | Viktorija Azaranka Caroline Wozniacki Sara Errani Marija Sarapova          |
| Szeptember 29. | China Open Peking, Kína WTA Premier Mandatory 4 828 050 $ – Kemény – 60E/32Q/28P Egyéni – Páros                     | Viktorija Azaranka 6–3, 6–1                              | Marija Sarapova                      | Marion Bartoli Li Na                   | Romina Oprandi Carla Suárez Navarro Agnieszka Radwańska Angelique Kerber   |
| Szeptember 29. | China Open Peking, Kína WTA Premier Mandatory 4 828 050 $ – Kemény – 60E/32Q/28P Egyéni – Páros                     | Jekatyerina Makarova Jelena Vesznyina 7–5, 7–5           | Nuria Llagostera Vives Szánija Mirza | Marion Bartoli Li Na                   | Romina Oprandi Carla Suárez Navarro Agnieszka Radwańska Angelique Kerber   |

### Október
| Kezdés      | Torna | Győztesek                                              | Ellenfelek a döntőben                   | Elődöntősök                            | Negyeddöntősök |
| ----------- | --- | ------------------------------------------------------ | --------------------------------------- | -------------------------------------- | --- |
| Október 8.  | Generali Ladies Linz Linz, Ausztria WTA International 220 000 $ – Kemény (f) – 32E/32Q/16P Egyéni – Páros                       | Viktorija Azaranka 6–3, 6–4                            | Julia Görges                            | Irina-Camelia Begu Kirsten Flipkens    | Petra Martić Bethanie Mattek-Sands Sofia Arvidsson Ana Ivanović                                                         |
| Október 8.  | Generali Ladies Linz Linz, Ausztria WTA International 220 000 $ – Kemény (f) – 32E/32Q/16P Egyéni – Páros                       | Anna-Lena Grönefeld Květa Peschke 6–3, 6–4             | Julia Görges Barbora Záhlavová-Strýcová | Irina-Camelia Begu Kirsten Flipkens    | Petra Martić Bethanie Mattek-Sands Sofia Arvidsson Ana Ivanović                                                         |
| Október 8.  | HP Japan Women’s Open Tennis Oszaka, Japán WTA International 220 000 $ – Kemény – 32E/32Q/16P Egyéni – Páros                    | Heather Watson 7–5, 5–7, 7–6(4)                        | Csang Kaj-csen                          | Samantha Stosur Doi Miszaki            | Jamie Hampton Laura Robson Chanelle Scheepers Pauline Parmentier                                                        |
| Október 8.  | HP Japan Women’s Open Tennis Oszaka, Japán WTA International 220 000 $ – Kemény – 32E/32Q/16P Egyéni – Páros                    | Raquel Kops-Jones Abigail Spears 6–1, 6–4              | Date Kimiko Heather Watson              | Samantha Stosur Doi Miszaki            | Jamie Hampton Laura Robson Chanelle Scheepers Pauline Parmentier                                                        |
| Október 15. | Kreml Kupa Moszkva, Oroszország WTA Premier 740 000 $ – Kemény (f) – 28E/32Q/16P Egyéni – Páros                                 | Caroline Wozniacki 6–2, 4–6, 7–5                       | Samantha Stosur                         | Ana Ivanović Sofia Arvidsson           | Klára Zakopalová Vesna Dolonc Dominika Cibulková Marija Kirilenko                                                       |
| Október 15. | Kreml Kupa Moszkva, Oroszország WTA Premier 740 000 $ – Kemény (f) – 28E/32Q/16P Egyéni – Páros                                 | Jekatyerina Makarova Jelena Vesznyina 6–3, 1–6, [10–8] | Marija Kirilenko Nagyja Petrova         | Ana Ivanović Sofia Arvidsson           | Klára Zakopalová Vesna Dolonc Dominika Cibulková Marija Kirilenko                                                       |
| Október 15. | BGL BNP Paribas Luxembourg Open Luxembourg, Luxemburg WTA International 220 000 $ – Kemény (f) – 32E/32Q/16P Egyéni – Páros     | Venus Williams 6–2, 6–3                                | Monica Niculescu                        | Andrea Petković Daniela Hantuchová     | Roberta Vinci Kszenyija Pervak Lourdes Domínguez Lino Lucie Hradecká                                                    |
| Október 15. | BGL BNP Paribas Luxembourg Open Luxembourg, Luxemburg WTA International 220 000 $ – Kemény (f) – 32E/32Q/16P Egyéni – Páros     | Andrea Hlaváčková Lucie Hradecká 6–3, 6–4              | Irina-Camelia Begu Monica Niculescu     | Andrea Petković Daniela Hantuchová     | Roberta Vinci Kszenyija Pervak Lourdes Domínguez Lino Lucie Hradecká                                                    |
| Október 23. | TEB BNP Paribas WTA Championships Isztambul, Törökország Év végi világbajnokság 4 900 000 $ – Kemény (f) – 8E/4P Egyéni – Páros | Serena Williams 6–4, 6–3                               | Marija Sarapova                         | Agnieszka Radwańska Viktorija Azaranka | Csoportkör: A csoport Angelique Kerber Li Na B csoport Sara Errani Petra Kvitová Samantha Stosur                        |
| Október 23. | TEB BNP Paribas WTA Championships Isztambul, Törökország Év végi világbajnokság 4 900 000 $ – Kemény (f) – 8E/4P Egyéni – Páros | Marija Kirilenko Nagyja Petrova 6–1, 6–4               | Andrea Hlaváčková Lucie Hradecká        | Agnieszka Radwańska Viktorija Azaranka | Csoportkör: A csoport Angelique Kerber Li Na B csoport Sara Errani Petra Kvitová Samantha Stosur                        |
| Október 30. | Qatar Airways Tournament of Champions Szófia, Bulgária Év végi bajnokok tornája 750 000 $ – Kemény (f) – 8E Egyéni              | Nagyja Petrova 6–2, 6–1                                | Caroline Wozniacki                      | Cvetana Pironkova Roberta Vinci        | Csoportkör: Serdika-csoport Hszie Su-vej Daniela Hantuchová Sredets-csoport Marija Kirilenko Cseng Csie Sofia Arvidsson |

### November
| Kezdés        | Torna                               | Győztes          | Ellenfél a döntőben |  |  |
| ------------- | ----------------------------------- | ---------------- | ------------------- |  |  |
| November 4–5. | Fed-kupa, döntő · Csehország, Prága | Csehország · 3–1 | Szerbia             |  |  |

## Statisztika
Az alábbi táblázat az egyéniben (E), párosban (P) és vegyes párosban (V) elért győzelmek számát mutatja játékosonként, illetve országonként. Az oszlopokban a feltüntetett színekkel vannak elkülönítve egymástól a Grand Slam-tornák, a nyári olimpia, az év végi bajnokságok (WTA Tour Championships és Tournament of Champions), a Premier tornák (Premier Mandatory, Premier 5, Premier) és az International tornák.
A játékosok/országok sorrendjét a következők határozzák meg: 1. győzelmek száma (azonos nemzetbeliek által megszerzett páros győzelem csak egyszer számít); 2. torna rangja (a táblázat szerinti sorrendben); 3. versenyszám (egyéni – páros – vegyes páros); 4. ábécésorrend.
| Grand Slam-tornák           |
| Olimpia                     |
| WTA Tour Championships      |
| WTA Tournament of Champions |
| WTA Premier Mandatory       |
| WTA Premier 5               |
| WTA Premier                 |
| WTA International           |

### Győzelmek játékosonként
| Össz | Játékos                           | E | P | V | E | P | V | E | P | E | P | E | P | E | P | E | P | E | P | V |
| ---- | --------------------------------- | - | - | - | - | - | - | - | - | - | - | - | - | - | - | - | - | - | - | - |
| 12   | Sara Errani (ITA)                 |   | ● |   |   |   |   |   |   |   | ● |   | ● |   |   | ● | ● | 4 | 8 | 0 |
| 9    | Serena Williams (USA)             | ● | ● |   | ● | ● |   | ● |   | ● |   |   |   | ● |   |   |   | 7 | 2 | 0 |
| 9    | Roberta Vinci (ITA)               |   | ● |   |   |   |   |   |   |   | ● |   | ● |   |   | ● | ● | 1 | 8 | 0 |
| 7    | Viktorija Azaranka (BLR)          | ● |   |   |   |   | ● |   |   | ● |   | ● |   | ● |   | ● |   | 6 | 0 | 1 |
| 6    | Lisa Raymond (USA)                |   |   | ● |   |   |   |   |   |   | ● |   | ● |   | ● |   |   | 0 | 5 | 1 |
| 5    | Nagyja Petrova (RUS)              |   |   |   |   |   |   | ● | ● |   | ● | ● |   |   |   | ● |   | 3 | 2 | 0 |
| 5    | Liezel Huber (USA)                |   |   |   |   |   |   |   |   |   | ● |   | ● |   | ● |   |   | 0 | 5 | 0 |
| 4    | Raquel Kops-Jones (USA)           |   |   |   |   |   |   |   |   |   |   |   | ● |   | ● |   | ● | 0 | 4 | 0 |
| 4    | Abigail Spears (USA)              |   |   |   |   |   |   |   |   |   |   |   | ● |   | ● |   | ● | 0 | 4 | 0 |
| 4    | Andrea Hlaváčková (CZE)           |   |   |   |   |   |   |   |   |   |   |   | ● |   |   |   | ● | 0 | 4 | 0 |
| 4    | Lucie Hradecká (CZE)              |   |   |   |   |   |   |   |   |   |   |   | ● |   |   |   | ● | 0 | 4 | 0 |
| 3    | Marija Sarapova (RUS)             | ● |   |   |   |   |   |   |   |   |   | ● |   | ● |   |   |   | 3 | 0 | 0 |
| 3    | Venus Williams (USA)              |   | ● |   |   | ● |   |   |   |   |   |   |   |   |   | ● |   | 1 | 2 | 0 |
| 3    | Jekatyerina Makarova (RUS)        |   |   | ● |   |   |   |   |   |   | ● |   |   |   | ● |   |   | 0 | 2 | 1 |
| 3    | Szánija Mirza (IND)               |   |   | ● |   |   |   |   |   |   |   |   |   |   | ● |   | ● | 0 | 2 | 1 |
| 3    | Agnieszka Radwańska (POL)         |   |   |   |   |   |   |   |   | ● |   |   |   | ● |   |   |   | 3 | 0 | 0 |
| 3    | Heather Watson (GBR)              |   |   |   |   |   |   |   |   |   |   |   |   |   | ● | ● | ● | 1 | 2 | 0 |
| 3    | Hszie Su-vej (ROC)                |   |   |   |   |   |   |   |   |   |   |   |   |   |   | ● | ● | 2 | 1 | 0 |
| 2    | Bethanie Mattek-Sands (USA)       |   |   | ● |   |   |   |   |   |   |   |   |   |   | ● |   |   | 0 | 1 | 1 |
| 2    | Marija Kirilenko (RUS)            |   |   |   |   |   |   |   | ● |   | ● |   |   |   |   |   |   | 0 | 2 | 0 |
| 2    | Jelena Vesznyina (RUS)            |   |   |   |   |   |   |   |   |   | ● |   |   |   | ● |   |   | 0 | 2 | 0 |
| 2    | Petra Kvitová (CZE)               |   |   |   |   |   |   |   |   |   |   | ● |   | ● |   |   |   | 2 | 0 | 0 |
| 2    | Klaudia Jans-Ignacik (POL)        |   |   |   |   |   |   |   |   |   |   |   | ● |   |   |   | ● | 0 | 2 | 0 |
| 2    | Kristina Mladenovic (FRA)         |   |   |   |   |   |   |   |   |   |   |   | ● |   |   |   | ● | 0 | 2 | 0 |
| 2    | Kaia Kanepi (EST)                 |   |   |   |   |   |   |   |   |   |   |   |   | ● |   | ● |   | 2 | 0 | 0 |
| 2    | Angelique Kerber (GER)            |   |   |   |   |   |   |   |   |   |   |   |   | ● |   | ● |   | 2 | 0 | 0 |
| 2    | Caroline Wozniacki (DEN)          |   |   |   |   |   |   |   |   |   |   |   |   | ● |   | ● |   | 2 | 0 | 0 |
| 2    | Nuria Llagostera Vives (ESP)      |   |   |   |   |   |   |   |   |   |   |   |   |   | ● |   |   | 0 | 2 | 0 |
| 2    | Marina Eraković (NZL)             |   |   |   |   |   |   |   |   |   |   |   |   |   | ● |   | ● | 0 | 2 | 0 |
| 2    | Květa Peschke (CZE)               |   |   |   |   |   |   |   |   |   |   |   |   |   | ● |   | ● | 0 | 2 | 0 |
| 2    | Barbora Záhlavová-Strýcová (CZE)  |   |   |   |   |   |   |   |   |   |   |   |   |   | ● |   | ● | 0 | 2 | 0 |
| 2    | Babos Tímea (HUN)                 |   |   |   |   |   |   |   |   |   |   |   |   |   |   | ● | ● | 1 | 1 | 0 |
| 2    | Irina-Camelia Begu (ROU)          |   |   |   |   |   |   |   |   |   |   |   |   |   |   | ● | ● | 1 | 1 | 0 |
| 2    | Magdaléna Rybáriková (SVK)        |   |   |   |   |   |   |   |   |   |   |   |   |   |   | ● | ● | 1 | 1 | 0 |
| 2    | Csang Kaj-csen (ROC)              |   |   |   |   |   |   |   |   |   |   |   |   |   |   |   | ● | 0 | 2 | 0 |
| 2    | Csang Suaj (CHN)                  |   |   |   |   |   |   |   |   |   |   |   |   |   |   |   | ● | 0 | 2 | 0 |
| 2    | Csuang Csia-zsung (ROC)           |   |   |   |   |   |   |   |   |   |   |   |   |   |   |   | ● | 0 | 2 | 0 |
| 2    | Alekszandra Panova (RUS)          |   |   |   |   |   |   |   |   |   |   |   |   |   |   |   | ● | 0 | 2 | 0 |
| 1    | Szvetlana Kuznyecova (RUS)        |   | ● |   |   |   |   |   |   |   |   |   |   |   |   |   |   | 0 | 1 | 0 |
| 1    | Vera Zvonarjova (RUS)             |   | ● |   |   |   |   |   |   |   |   |   |   |   |   |   |   | 0 | 1 | 0 |
| 1    | Li Na (CHN)                       |   |   |   |   |   |   |   |   |   |   | ● |   |   |   |   |   | 1 | 0 | 0 |
| 1    | Dominika Cibulková (SVK)          |   |   |   |   |   |   |   |   |   |   |   |   | ● |   |   |   | 1 | 0 | 0 |
| 1    | Tamira Paszek (AUT)               |   |   |   |   |   |   |   |   |   |   |   |   | ● |   |   |   | 1 | 0 | 0 |
| 1    | Iveta Benešová (CZE)              |   |   |   |   |   |   |   |   |   |   |   |   |   | ● |   |   | 0 | 1 | 0 |
| 1    | María José Martínez Sánchez (ESP) |   |   |   |   |   |   |   |   |   |   |   |   |   | ● |   |   | 0 | 1 | 0 |
| 1    | Arantxa Parra Santonja (ESP)      |   |   |   |   |   |   |   |   |   |   |   |   |   | ● |   |   | 0 | 1 | 0 |
| 1    | Anasztaszija Pavljucsenkova (RUS) |   |   |   |   |   |   |   |   |   |   |   |   |   | ● |   |   | 0 | 1 | 0 |
| 1    | Lucie Šafářová (CZE)              |   |   |   |   |   |   |   |   |   |   |   |   |   | ● |   |   | 0 | 1 | 0 |
| 1    | Katarina Srebotnik (SLO)          |   |   |   |   |   |   |   |   |   |   |   |   |   | ● |   |   | 0 | 1 | 0 |
| 1    | Lara Arruabarrena Vecino (ESP)    |   |   |   |   |   |   |   |   |   |   |   |   |   |   | ● |   | 1 | 0 | 0 |
| 1    | Sofia Arvidsson (SWE)             |   |   |   |   |   |   |   |   |   |   |   |   |   |   | ● |   | 1 | 0 | 0 |
| 1    | Mona Barthel (GER)                |   |   |   |   |   |   |   |   |   |   |   |   |   |   | ● |   | 1 | 0 | 0 |
| 1    | Kiki Bertens (NED)                |   |   |   |   |   |   |   |   |   |   |   |   |   |   | ● |   | 1 | 0 | 0 |
| 1    | Alizé Cornet (FRA)                |   |   |   |   |   |   |   |   |   |   |   |   |   |   | ● |   | 1 | 0 | 0 |
| 1    | Cseng Csie (CHN)                  |   |   |   |   |   |   |   |   |   |   |   |   |   |   | ● |   | 1 | 0 | 0 |
| 1    | Kirsten Flipkens (BEL)            |   |   |   |   |   |   |   |   |   |   |   |   |   |   | ● |   | 1 | 0 | 0 |
| 1    | Daniela Hantuchová (SVK)          |   |   |   |   |   |   |   |   |   |   |   |   |   |   | ● |   | 1 | 0 | 0 |
| 1    | Polona Hercog (SLO)               |   |   |   |   |   |   |   |   |   |   |   |   |   |   | ● |   | 1 | 0 | 0 |
| 1    | Bojana Jovanovski (SRB)           |   |   |   |   |   |   |   |   |   |   |   |   |   |   | ● |   | 1 | 0 | 0 |
| 1    | Melanie Oudin (USA)               |   |   |   |   |   |   |   |   |   |   |   |   |   |   | ● |   | 1 | 0 | 0 |
| 1    | Francesca Schiavone (ITA)         |   |   |   |   |   |   |   |   |   |   |   |   |   |   | ● |   | 1 | 0 | 0 |
| 1    | Aojama Súko (JPN)                 |   |   |   |   |   |   |   |   |   |   |   |   |   |   |   | ● | 0 | 1 | 0 |
| 1    | Eva Birnerová (CZE)               |   |   |   |   |   |   |   |   |   |   |   |   |   |   |   | ● | 0 | 1 | 0 |
| 1    | Irina Burjacsok (UKR)             |   |   |   |   |   |   |   |   |   |   |   |   |   |   |   | ● | 0 | 1 | 0 |
| 1    | Catalina Castaño (COL)            |   |   |   |   |   |   |   |   |   |   |   |   |   |   |   | ● | 0 | 1 | 0 |
| 1    | Petra Cetkovská (CZE)             |   |   |   |   |   |   |   |   |   |   |   |   |   |   |   | ● | 0 | 1 | 0 |
| 1    | Jill Craybas (USA)                |   |   |   |   |   |   |   |   |   |   |   |   |   |   |   | ● | 0 | 1 | 0 |
| 1    | Mariana Duque Mariño (COL)        |   |   |   |   |   |   |   |   |   |   |   |   |   |   |   | ● | 0 | 1 | 0 |
| 1    | Fudzsivara Rika (JPN)             |   |   |   |   |   |   |   |   |   |   |   |   |   |   |   | ● | 0 | 1 | 0 |
| 1    | Julia Görges (GER)                |   |   |   |   |   |   |   |   |   |   |   |   |   |   |   | ● | 0 | 1 | 0 |
| 1    | Anna-Lena Grönefeld (GER)         |   |   |   |   |   |   |   |   |   |   |   |   |   |   |   | ● | 0 | 1 | 0 |
| 1    | Volha Havarcova (BLR)             |   |   |   |   |   |   |   |   |   |   |   |   |   |   |   | ● | 0 | 1 | 0 |
| 1    | Janette Husarová (SVK)            |   |   |   |   |   |   |   |   |   |   |   |   |   |   |   | ● | 0 | 1 | 0 |
| 1    | Paula Kania (POL)                 |   |   |   |   |   |   |   |   |   |   |   |   |   |   |   | ● | 0 | 1 | 0 |
| 1    | Date Kimiko (JPN)                 |   |   |   |   |   |   |   |   |   |   |   |   |   |   |   | ● | 0 | 1 | 0 |
| 1    | Tatjana Malek (GER)               |   |   |   |   |   |   |   |   |   |   |   |   |   |   |   | ● | 0 | 1 | 0 |
| 1    | Monica Niculescu (ROU)            |   |   |   |   |   |   |   |   |   |   |   |   |   |   |   | ● | 0 | 1 | 0 |
| 1    | Palina Pehava (BLR)               |   |   |   |   |   |   |   |   |   |   |   |   |   |   |   | ● | 0 | 1 | 0 |
| 1    | Anastasia Rodionova (AUS)         |   |   |   |   |   |   |   |   |   |   |   |   |   |   |   | ● | 0 | 1 | 0 |
| 1    | Valerija Szolovjeva (RUS)         |   |   |   |   |   |   |   |   |   |   |   |   |   |   |   | ● | 0 | 1 | 0 |
| 1    | Tamarine Tanasugarn (THA)         |   |   |   |   |   |   |   |   |   |   |   |   |   |   |   | ● | 0 | 1 | 0 |
| 1    | Renata Voráčová (CZE)             |   |   |   |   |   |   |   |   |   |   |   |   |   |   |   | ● | 0 | 1 | 0 |

### Győzelmek országonként
| Össz | Ország             | E | P | V | E | P | V | E | P | E | P | E | P | E | P | E | P | E | P  | V |
| ---- | ------------------ | - | - | - | - | - | - | - | - | - | - | - | - | - | - | - | - | - | -- | - |
| 24   | Egyesült Államok   | 2 | 1 | 2 | 1 | 1 |   | 1 |   | 1 | 1 |   | 2 | 2 | 5 | 2 | 3 | 9 | 13 | 2 |
| 16   | Oroszország        | 1 | 1 | 1 |   |   |   | 1 | 1 |   | 2 | 2 |   | 1 | 2 | 1 | 3 | 6 | 9  | 1 |
| 14   | Olaszország        |   | 2 |   |   |   |   |   |   |   | 1 |   | 1 |   |   | 6 | 4 | 6 | 8  | 0 |
| 12   | Csehország         |   |   |   |   |   |   |   |   |   |   | 1 | 1 | 1 | 3 |   | 6 | 2 | 10 | 0 |
| 9    | Fehéroroszország   | 1 |   |   |   |   | 1 |   |   | 2 |   | 1 |   | 1 |   | 1 | 2 | 6 | 2  | 1 |
| 6    | Lengyelország      |   |   |   |   |   |   |   |   | 1 |   |   | 1 | 2 |   |   | 2 | 3 | 3  | 0 |
| 6    | Németország        |   |   |   |   |   |   |   |   |   |   |   |   | 1 |   | 2 | 3 | 3 | 3  | 0 |
| 6    | Tajvan             |   |   |   |   |   |   |   |   |   |   |   |   |   |   | 2 | 4 | 2 | 4  | 0 |
| 4    | Kína               |   |   |   |   |   |   |   |   |   |   | 1 |   |   |   | 1 | 2 | 2 | 2  | 0 |
| 4    | Szlovákia          |   |   |   |   |   |   |   |   |   |   |   |   | 1 |   | 2 | 1 | 3 | 1  | 0 |
| 3    | India              |   |   | 1 |   |   |   |   |   |   |   |   |   |   | 1 |   | 1 | 0 | 2  | 1 |
| 3    | Franciaország      |   |   |   |   |   |   |   |   |   |   |   | 1 |   |   | 1 | 1 | 1 | 2  | 0 |
| 3    | Spanyolország      |   |   |   |   |   |   |   |   |   |   |   |   |   | 2 | 1 |   | 1 | 2  | 0 |
| 3    | Egyesült Királyság |   |   |   |   |   |   |   |   |   |   |   |   |   | 1 | 1 | 1 | 1 | 2  | 0 |
| 2    | Észtország         |   |   |   |   |   |   |   |   |   |   |   |   | 1 |   | 1 |   | 2 | 0  | 0 |
| 2    | Dánia              |   |   |   |   |   |   |   |   |   |   |   |   | 1 |   | 1 |   | 2 | 0  | 0 |
| 2    | Szlovénia          |   |   |   |   |   |   |   |   |   |   |   |   |   | 1 | 1 |   | 1 | 1  | 0 |
| 2    | Új-Zéland          |   |   |   |   |   |   |   |   |   |   |   |   |   | 1 |   | 1 | 0 | 2  | 0 |
| 2    | Magyarország       |   |   |   |   |   |   |   |   |   |   |   |   |   |   | 1 | 1 | 1 | 1  | 0 |
| 2    | Románia            |   |   |   |   |   |   |   |   |   |   |   |   |   |   | 1 | 1 | 1 | 1  | 0 |
| 2    | Japán              |   |   |   |   |   |   |   |   |   |   |   |   |   |   |   | 2 | 0 | 2  | 0 |
| 1    | Ausztria           |   |   |   |   |   |   |   |   |   |   |   |   | 1 |   |   |   | 1 | 0  | 0 |
| 1    | Belgium            |   |   |   |   |   |   |   |   |   |   |   |   |   |   | 1 |   | 1 | 0  | 0 |
| 1    | Hollandia          |   |   |   |   |   |   |   |   |   |   |   |   |   |   | 1 |   | 1 | 0  | 0 |
| 1    | Svédország         |   |   |   |   |   |   |   |   |   |   |   |   |   |   | 1 |   | 1 | 0  | 0 |
| 1    | Szerbia            |   |   |   |   |   |   |   |   |   |   |   |   |   |   | 1 |   | 1 | 0  | 0 |
| 1    | Ausztrália         |   |   |   |   |   |   |   |   |   |   |   |   |   |   |   | 1 | 0 | 1  | 0 |
| 1    | Kolumbia           |   |   |   |   |   |   |   |   |   |   |   |   |   |   |   | 1 | 0 | 1  | 0 |
| 1    | Thaiföld           |   |   |   |   |   |   |   |   |   |   |   |   |   |   |   | 1 | 0 | 1  | 0 |
| 1    | Ukrajna            |   |   |   |   |   |   |   |   |   |   |   |   |   |   |   | 1 | 0 | 1  | 0 |

### Első győzelmek
Az alábbi játékosok pályafutásuk első WTA-győzelmét szerezték az adott versenyszámban 2012-ben:
Egyéni
- Lara Arruabarrena Vecino – Bogotá, egyéni[2]
- Babos Tímea – Monterrey, egyéni[3]
- Mona Barthel – Hobart, egyéni[4]
- Irina-Camelia Begu – Taskent, egyéni[5]
- Kiki Bertens – Fez, egyéni[6]
- Kirsten Flipkens – Québec, egyéni[7]
- Hszie Su-vej – Kuala Lumpur, egyéni[8]
- Bojana Jovanovski – Bakı, egyéni[9]
- Angelique Kerber – Párizs, egyéni[10]
- Melanie Oudin – Birmingham, egyéni[11]
- Heather Watson – Oszaka, egyéni[12]

Páros
- Aojama Súko – Washington, páros[13]
- Babos Tímea – Birmingham, páros[14]
- Irina-Camelia Begu – Hobart, páros[4]
- Irina Burjacsok – Bakı, páros[9]
- Catalina Castaño – Båstad, páros[15]
- Mariana Duque Mariño – Båstad, páros[15]
- Fudzsivara Rika – Koppenhága, páros[16]
- Paula Kania – Taskent, páros[5]
- Tatjana Malek – Québec, páros[7]
- Kristina Mladenovic – Montréal, páros[17]
- Palina Pehava – Taskent, páros[5]
- Magdaléna Rybáriková – Budapest, páros[18]
- Lucie Šafářová – Charleston, páros[19]
- Valerija Szolovjeva – Bakı, páros[9]
- Heather Watson – Stanford, páros[20]

Vegyes páros
- Jekatyerina Makarova – US Open, vegyes páros[21]
- Bethanie Mattek-Sands – Australian Open, vegyes páros[22]

### Címvédések
Az alábbi játékosok az adott tornán megvédték 2011-ben megszerzett címüket:
Egyéni
- Daniela Hantuchová – Pattaja, egyéni[23]
- Polona Hercog – Båstad, egyéni[15]
- Marija Sarapova – Róma, egyéni[24]
- Serena Williams – Stanford, egyéni

Páros
- Liezel Huber – Dubaj, páros[25]

## Ranglisták
A naptári évre szóló ranglistán (race) a 2012-ben szerzett pontokat tartják számon, s az októberben sorra kerülő világbajnokságra való kijutás függ tőle. A WTA-világranglista az előző 52 hét versenyein szerzett pontokat veszi figyelembe, a következő szisztéma alapján: egyéniben maximum 16, párosban 11 tornát lehet beszámítani, amelyekbe mindenképpen beletartoznak a Grand Slam-tornák, a Premier Mandatory-versenyek és a WTA Tour Championships, valamint a világranglista első húsz helyezettje számára a Premier 5-ös versenyeken elért két legjobb eredmény is.

### Egyéni
Az alábbi két táblázat a race és a világranglista jelenlegi állását mutatja be egyéniben az első harminc játékossal. (Sárga háttérrel a világbajnokságra kijutók láthatóak.)
| Egyéni race (2012. november 5.) | Egyéni race (2012. november 5.) | Egyéni race (2012. november 5.) | Egyéni race (2012. november 5.) |
| Rk                              | Játékos                         | Pontok                          | Tornák                          |
| ------------------------------- | ------------------------------- | ------------------------------- | ------------------------------- |
| 1                               | Viktorija Azaranka (BLR)        | 10595                           | 18                              |
| 2                               | Marija Sarapova (RUS)           | 10045                           | 17                              |
| 3                               | Serena Williams (USA)           | 9400                            | 15                              |
| 4                               | Agnieszka Radwańska (POL)       | 7425                            | 22                              |
| 5                               | Angelique Kerber (GER)          | 5550                            | 21                              |
| 6                               | Sara Errani (ITA)               | 5100                            | 23                              |
| 7                               | Li Na (CHN)                     | 5095                            | 18                              |
| 8                               | Petra Kvitová (CZE)             | 5085                            | 20                              |
| 9                               | Samantha Stosur (AUS)           | 4135                            | 23                              |
| 10                              | Caroline Wozniacki (DEN)        | 3765                            | 23                              |
| 11                              | Marion Bartoli (FRA)            | 3740                            | 25                              |
| 12                              | Nagyja Petrova (RUS)            | 3040                            | 22                              |
| 13                              | Ana Ivanović (SRB)              | 2900                            | 19                              |
| 14                              | Marija Kirilenko (RUS)          | 2540                            | 22                              |
| 15                              | Dominika Cibulková (SVK)        | 2495                            | 27                              |
| 16                              | Roberta Vinci (ITA)             | 2475                            | 28                              |
| 17                              | Lucie Šafářová (CZE)            | 2125                            | 24                              |
| 18                              | Julia Görges (GER)              | 1965                            | 26                              |
| 19                              | Kaia Kanepi (EST)               | 1929                            | 16                              |
| 20                              | Jekatyerina Makarova (RUS)      | 1841                            | 19                              |
| 21                              | Varvara Lepchenko (USA)         | 1835                            | 26                              |
| 22                              | Jelena Janković (SRB)           | 1751                            | 28                              |
| 23                              | Yanina Wickmayer (BEL)          | 1680                            | 26                              |
| 24                              | Venus Williams (USA)            | 1650                            | 13                              |
| 25                              | Hszie Su-vej (ROC)              | 1636                            | 24                              |
| 26                              | Cseng Csie (CHN)                | 1585                            | 24                              |
| 27                              | Sorana Cîrstea (ROU)            | 1565                            | 28                              |
| 28                              | Klára Zakopalová (CZE)          | 1535                            | 25                              |
| 29                              | Jaroszlava Svedova (KAZ)        | 1526                            | 19                              |
| 30                              | Tamira Paszek (AUT)             | 1523                            | 25                              |

| Év végi világranglista | Év végi világranglista | Év végi világranglista    | Év végi világranglista | Év végi világranglista |
| Rk                     | Név                    | Ország                    | Pontszám               |                        |
| ---------------------- | ---------------------- | ------------------------- | ---------------------- | ---------------------- |
| 1                      | Viktorija Azaranka     | Fehéroroszország          | 10595                  |                        |
| 2                      | Marija Sarapova        | Oroszország               | 10045                  |                        |
| 3                      | Serena Williams        | Amerikai Egyesült Államok | 9400                   |                        |
| 4                      | Agnieszka Radwańska    | Lengyelország             | 7425                   |                        |
| 5                      | Angelique Kerber       | Németország               | 5550                   |                        |
| 6                      | Sara Errani            | Olaszország               | 5100                   |                        |
| 7                      | Li Na                  | Kína                      | 5095                   |                        |
| 8                      | Petra Kvitová          | Csehország                | 5085                   |                        |
| 9                      | Samantha Stosur        | Ausztrália                | 4135                   |                        |
| 10                     | Caroline Wozniacki     | Dánia                     | 3765                   |                        |
| 11                     | Marion Bartoli         | Franciaország             | 3740                   |                        |
| 12                     | Nagyja Petrova         | Oroszország               | 3040                   |                        |
| 13                     | Ana Ivanović           | Szerbia                   | 2900                   |                        |
| 14                     | Marija Kirilenko       | Oroszország               | 2540                   |                        |
| 15                     | Dominika Cibulková     | Szlovákia                 | 2495                   |                        |
| 16                     | Roberta Vinci          | Olaszország               | 2475                   |                        |
| 17                     | Lucie Šafářová         | Csehország                | 2125                   |                        |
| 18                     | Julia Görges           | Németország               | 1965                   |                        |
| 19                     | Kaia Kanepi            | Észtország                | 1905                   |                        |
| 20                     | Jekatyerina Makarova   | Oroszország               | 1841                   |                        |
| 21                     | Varvara Lepchenko      | Amerikai Egyesült Államok | 1835                   |                        |
| 22                     | Jelena Janković        | Szerbia                   | 1751                   |                        |
| 23                     | Yanina Wickmayer       | Belgium                   | 1680                   |                        |
| 24                     | Venus Williams         | Amerikai Egyesült Államok | 1650                   |                        |
| 25                     | Hszie Su-vej           | Tajvan                    | 1636                   |                        |
| 26                     | Cseng Csie             | Kína                      | 1585                   |                        |
| 27                     | Sorana Cîrstea         | Románia                   | 1565                   |                        |
| 28                     | Klára Zakopalová       | Csehország                | 1535                   |                        |
| 29                     | Jaroszlava Svedova     | Kazahsztán                | 1526                   |                        |
| 30                     | Tamira Paszek          | Ausztria                  | 1523                   |                        |

| Egyéni race (2012. november 5.) | Egyéni race (2012. november 5.) | Egyéni race (2012. november 5.) | Egyéni race (2012. november 5.) |
| Rk                              | Játékos                         | Pontok                          | Tornák                          |
| ------------------------------- | ------------------------------- | ------------------------------- | ------------------------------- |
| 1                               | Viktorija Azaranka (BLR)        | 10595                           | 18                              |
| 2                               | Marija Sarapova (RUS)           | 10045                           | 17                              |
| 3                               | Serena Williams (USA)           | 9400                            | 15                              |
| 4                               | Agnieszka Radwańska (POL)       | 7425                            | 22                              |
| 5                               | Angelique Kerber (GER)          | 5550                            | 21                              |
| 6                               | Sara Errani (ITA)               | 5100                            | 23                              |
| 7                               | Li Na (CHN)                     | 5095                            | 18                              |
| 8                               | Petra Kvitová (CZE)             | 5085                            | 20                              |
| 9                               | Samantha Stosur (AUS)           | 4135                            | 23                              |
| 10                              | Caroline Wozniacki (DEN)        | 3765                            | 23                              |
| 11                              | Marion Bartoli (FRA)            | 3740                            | 25                              |
| 12                              | Nagyja Petrova (RUS)            | 3040                            | 22                              |
| 13                              | Ana Ivanović (SRB)              | 2900                            | 19                              |
| 14                              | Marija Kirilenko (RUS)          | 2540                            | 22                              |
| 15                              | Dominika Cibulková (SVK)        | 2495                            | 27                              |
| 16                              | Roberta Vinci (ITA)             | 2475                            | 28                              |
| 17                              | Lucie Šafářová (CZE)            | 2125                            | 24                              |
| 18                              | Julia Görges (GER)              | 1965                            | 26                              |
| 19                              | Kaia Kanepi (EST)               | 1929                            | 16                              |
| 20                              | Jekatyerina Makarova (RUS)      | 1841                            | 19                              |
| 21                              | Varvara Lepchenko (USA)         | 1835                            | 26                              |
| 22                              | Jelena Janković (SRB)           | 1751                            | 28                              |
| 23                              | Yanina Wickmayer (BEL)          | 1680                            | 26                              |
| 24                              | Venus Williams (USA)            | 1650                            | 13                              |
| 25                              | Hszie Su-vej (ROC)              | 1636                            | 24                              |
| 26                              | Cseng Csie (CHN)                | 1585                            | 24                              |
| 27                              | Sorana Cîrstea (ROU)            | 1565                            | 28                              |
| 28                              | Klára Zakopalová (CZE)          | 1535                            | 25                              |
| 29                              | Jaroszlava Svedova (KAZ)        | 1526                            | 19                              |
| 30                              | Tamira Paszek (AUT)             | 1523                            | 25                              |

| Év végi világranglista | Év végi világranglista | Év végi világranglista    | Év végi világranglista | Év végi világranglista |
| Rk                     | Név                    | Ország                    | Pontszám               |                        |
| ---------------------- | ---------------------- | ------------------------- | ---------------------- | ---------------------- |
| 1                      | Viktorija Azaranka     | Fehéroroszország          | 10595                  |                        |
| 2                      | Marija Sarapova        | Oroszország               | 10045                  |                        |
| 3                      | Serena Williams        | Amerikai Egyesült Államok | 9400                   |                        |
| 4                      | Agnieszka Radwańska    | Lengyelország             | 7425                   |                        |
| 5                      | Angelique Kerber       | Németország               | 5550                   |                        |
| 6                      | Sara Errani            | Olaszország               | 5100                   |                        |
| 7                      | Li Na                  | Kína                      | 5095                   |                        |
| 8                      | Petra Kvitová          | Csehország                | 5085                   |                        |
| 9                      | Samantha Stosur        | Ausztrália                | 4135                   |                        |
| 10                     | Caroline Wozniacki     | Dánia                     | 3765                   |                        |
| 11                     | Marion Bartoli         | Franciaország             | 3740                   |                        |
| 12                     | Nagyja Petrova         | Oroszország               | 3040                   |                        |
| 13                     | Ana Ivanović           | Szerbia                   | 2900                   |                        |
| 14                     | Marija Kirilenko       | Oroszország               | 2540                   |                        |
| 15                     | Dominika Cibulková     | Szlovákia                 | 2495                   |                        |
| 16                     | Roberta Vinci          | Olaszország               | 2475                   |                        |
| 17                     | Lucie Šafářová         | Csehország                | 2125                   |                        |
| 18                     | Julia Görges           | Németország               | 1965                   |                        |
| 19                     | Kaia Kanepi            | Észtország                | 1905                   |                        |
| 20                     | Jekatyerina Makarova   | Oroszország               | 1841                   |                        |
| 21                     | Varvara Lepchenko      | Amerikai Egyesült Államok | 1835                   |                        |
| 22                     | Jelena Janković        | Szerbia                   | 1751                   |                        |
| 23                     | Yanina Wickmayer       | Belgium                   | 1680                   |                        |
| 24                     | Venus Williams         | Amerikai Egyesült Államok | 1650                   |                        |
| 25                     | Hszie Su-vej           | Tajvan                    | 1636                   |                        |
| 26                     | Cseng Csie             | Kína                      | 1585                   |                        |
| 27                     | Sorana Cîrstea         | Románia                   | 1565                   |                        |
| 28                     | Klára Zakopalová       | Csehország                | 1535                   |                        |
| 29                     | Jaroszlava Svedova     | Kazahsztán                | 1526                   |                        |
| 30                     | Tamira Paszek          | Ausztria                  | 1523                   |                        |

### Páros
Az alábbi két táblázat a race és a világranglista jelenlegi állását mutatja be párosban az első húsz játékossal (a race értelemszerűen csapatokat tartalmaz, vagyis ha valaki szezon közben partnert vált, az új társsal szerzett pontok nem számítanak bele az addig meglévőkbe). (Sárga háttérrel a világbajnokságra kijutók láthatóak.)
| Páros race (2012. november 5.) | Páros race (2012. november 5.)                                   | Páros race (2012. november 5.) | Páros race (2012. november 5.) |
| Rk                             | Csapat                                                           | Pontok                         | Tornák                         |
| ------------------------------ | ---------------------------------------------------------------- | ------------------------------ | ------------------------------ |
| 1                              | Roberta Vinci (ITA) · Sara Errani (ITA)                          | 10787                          | 16                             |
| 2                              | Andrea Hlaváčková (CZE) · Lucie Hradecká (CZE)                   | 8430                           | 15                             |
| 3                              | Liezel Huber (USA) · Lisa Raymond (USA)                          | 7726                           | 20                             |
| 4                              | Nagyja Petrova (RUS) · Marija Kirilenko (RUS)                    | 6825                           | 13                             |
| 5                              | Raquel Kops-Jones (USA) · Abigail Spears (USA)                   | 5173                           | 25                             |
| 6                              | Jelena Vesznyina (RUS) · Jekatyerina Makarova (RUS)              | 4071                           | 8                              |
| 7                              | Nuria Llagostera Vives (ESP) · María José Martínez Sánchez (ESP) | 3737                           | 9                              |
| 8                              | Natalie Grandin (RSA) · Vladimíra Uhlířová (CZE)                 | 2576                           | 31                             |
| 9                              | Venus Williams (USA) · Serena Williams (USA)                     | 2280                           | 2                              |
| 10                             | Květa Peschke (CZE) · Katarina Srebotnik (SLO)                   | 2197                           | 12                             |

| Év végi páros világranglista | Év végi páros világranglista      | Év végi páros világranglista |
| #                            | Játékos                           | Pontok                       |
| ---------------------------- | --------------------------------- | ---------------------------- |
| 1                            | Roberta Vinci (ITA)               | 10030                        |
| 2                            | Sara Errani (ITA)                 | 10030                        |
| 3                            | Andrea Hlaváčková (CZE)           | 8160                         |
| 4                            | Lucie Hradecká (CZE)              | 8160                         |
| 5                            | Nagyja Petrova (RUS)              | 7065                         |
| 6                            | Lisa Raymond (USA)                | 6585                         |
| 7                            | Marija Kirilenko (RUS)            | 6550                         |
| 8                            | Liezel Huber (USA)                | 6510                         |
| 9                            | Jelena Vesznyina (RUS)            | 6120                         |
| 10                           | Nuria Llagostera Vives (ESP)      | 5540                         |
| 11                           | Jekatyerina Makarova (RUS)        | 5170                         |
| 12                           | Szánija Mirza (IND)               | 4415                         |
| 13                           | Raquel Kops-Jones (USA)           | 4300                         |
| 14                           | Abigail Spears (USA)              | 4300                         |
| 15                           | María José Martínez Sánchez (ESP) | 4136                         |
| 16                           | Katarina Srebotnik (SLO)          | 3935                         |
| 17                           | Květa Peschke (CZE)               | 3590                         |
| 18                           | Anna-Lena Grönefeld (GER)         | 3165                         |
| 19                           | Cseng Csie (CHN)                  | 3120                         |
| 20                           | Barbora Záhlavová-Strýcová (CZE)  | 2925                         |

| Páros race (2012. november 5.) | Páros race (2012. november 5.)                                   | Páros race (2012. november 5.) | Páros race (2012. november 5.) |
| Rk                             | Csapat                                                           | Pontok                         | Tornák                         |
| ------------------------------ | ---------------------------------------------------------------- | ------------------------------ | ------------------------------ |
| 1                              | Roberta Vinci (ITA) · Sara Errani (ITA)                          | 10787                          | 16                             |
| 2                              | Andrea Hlaváčková (CZE) · Lucie Hradecká (CZE)                   | 8430                           | 15                             |
| 3                              | Liezel Huber (USA) · Lisa Raymond (USA)                          | 7726                           | 20                             |
| 4                              | Nagyja Petrova (RUS) · Marija Kirilenko (RUS)                    | 6825                           | 13                             |
| 5                              | Raquel Kops-Jones (USA) · Abigail Spears (USA)                   | 5173                           | 25                             |
| 6                              | Jelena Vesznyina (RUS) · Jekatyerina Makarova (RUS)              | 4071                           | 8                              |
| 7                              | Nuria Llagostera Vives (ESP) · María José Martínez Sánchez (ESP) | 3737                           | 9                              |
| 8                              | Natalie Grandin (RSA) · Vladimíra Uhlířová (CZE)                 | 2576                           | 31                             |
| 9                              | Venus Williams (USA) · Serena Williams (USA)                     | 2280                           | 2                              |
| 10                             | Květa Peschke (CZE) · Katarina Srebotnik (SLO)                   | 2197                           | 12                             |

| Év végi páros világranglista | Év végi páros világranglista      | Év végi páros világranglista |
| #                            | Játékos                           | Pontok                       |
| ---------------------------- | --------------------------------- | ---------------------------- |
| 1                            | Roberta Vinci (ITA)               | 10030                        |
| 2                            | Sara Errani (ITA)                 | 10030                        |
| 3                            | Andrea Hlaváčková (CZE)           | 8160                         |
| 4                            | Lucie Hradecká (CZE)              | 8160                         |
| 5                            | Nagyja Petrova (RUS)              | 7065                         |
| 6                            | Lisa Raymond (USA)                | 6585                         |
| 7                            | Marija Kirilenko (RUS)            | 6550                         |
| 8                            | Liezel Huber (USA)                | 6510                         |
| 9                            | Jelena Vesznyina (RUS)            | 6120                         |
| 10                           | Nuria Llagostera Vives (ESP)      | 5540                         |
| 11                           | Jekatyerina Makarova (RUS)        | 5170                         |
| 12                           | Szánija Mirza (IND)               | 4415                         |
| 13                           | Raquel Kops-Jones (USA)           | 4300                         |
| 14                           | Abigail Spears (USA)              | 4300                         |
| 15                           | María José Martínez Sánchez (ESP) | 4136                         |
| 16                           | Katarina Srebotnik (SLO)          | 3935                         |
| 17                           | Květa Peschke (CZE)               | 3590                         |
| 18                           | Anna-Lena Grönefeld (GER)         | 3165                         |
| 19                           | Cseng Csie (CHN)                  | 3120                         |
| 20                           | Barbora Záhlavová-Strýcová (CZE)  | 2925                         |

### Pénzdíjazás szerinti ranglista
| #                 | Játékos                   | Egyéni      | Páros     | Vegyes páros | Összes ($)  |
| ----------------- | ------------------------- | ----------- | --------- | ------------ | ----------- |
| 1.                | Viktorija Azaranka (BLR)  | 7 312 651 $ | 7130 $    | 4139 $       | 7 923 920 $ |
| 2.                | Serena Williams (USA)     | 6 828 831 $ | 214 725 $ | 2419 $       | 7 045 975 $ |
| 3.                | Marija Sarapova (RUS)     | 6 308 296 $ | 0 $       | 0 $          | 6 508 296 $ |
| 4.                | Agnieszka Radwańska (POL) | 3 803 819 $ | 47 723 $  | 0 $          | 4 101 542 $ |
| 5.                | Sara Errani (ITA)         | 2 181 948 $ | 926 618 $ | 2070 $       | 3 110 636 $ |
| 6.                | Petra Kvitová (CZE)       | 2 127 402 $ | 5473 $    | 0 $          | 2 732 875 $ |
| 7.                | Caroline Wozniacki (DEN)  | 1 408 240 $ | 430 $     | 0 $          | 2 408 670 $ |
| 8.                | Li Na (CHN)               | 1 880 646 $ | 0 $       | 0 $          | 2 880 646 $ |
| 9.                | Angelique Kerber (GER)    | 1 938 436 $ | 31 856 $  | 2070 $       | 1 972 362 $ |
| 10.               | Samantha Stosur (AUS)     | 1 490 602 $ | 45 582 $  | 0 $          | 1 936 184 $ |
| 2012. november 5. |                           |             |           |              |             |

## Megszerezhető világranglistapontok
Az alábbi táblázat csökkenő sorrendben mutatja be a különböző kategóriájú tornákon kapott pontok számát.
| Kategória                      | Győzelem | Döntő | Elődöntő          | Ndöntő                                           | R16                                              | R32                                              | R64                                              | R128                                             | Q                                                | Q3 | Q2 | Q1 |
| Grand Slam (E)                 | 2000     | 1400  | 900               | 500                                              | 280                                              | 160                                              | 100                                              | 5                                                | 60                                               | 50 | 40 | 2  |
| Grand Slam (P)                 | 2000     | 1400  | 900               | 500                                              | 280                                              | 160                                              | 5                                                | –                                                | 48                                               | –  | –  | –  |
| WTA Championships (E)          | 1500*    | 1050* | 690*              | (csoportkör: 230 a győzelemért, 70 a vereségért) | (csoportkör: 230 a győzelemért, 70 a vereségért) | (csoportkör: 230 a győzelemért, 70 a vereségért) | (csoportkör: 230 a győzelemért, 70 a vereségért) | (csoportkör: 230 a győzelemért, 70 a vereségért) | (csoportkör: 230 a győzelemért, 70 a vereségért) | –  | –  | –  |
| WTA Championships (P)          | 1500     | 1050  | 690               | –                                                | –                                                | –                                                | –                                                | –                                                | –                                                | –  | –  | –  |
| WTA Premier Mandatory (96E)    | 1000     | 700   | 450               | 250                                              | 140                                              | 80                                               | 50                                               | 5                                                | 30                                               | –  | 20 | 1  |
| WTA Premier Mandatory (64E)    | 1000     | 700   | 450               | 250                                              | 140                                              | 80                                               | 5                                                | –                                                | 30                                               | –  | 20 | 1  |
| WTA Premier Mandatory (28/32P) | 1000     | 700   | 450               | 250                                              | 140                                              | 5                                                | –                                                | –                                                | –                                                | –  | –  | –  |
| WTA Premier 5 (56E)            | 900      | 620   | 395               | 225                                              | 125                                              | 70                                               | 1                                                | –                                                | 30                                               | –  | 20 | 1  |
| WTA Premier 5 (28P)            | 900      | 620   | 395               | 225                                              | 125                                              | 1                                                | –                                                | –                                                | –                                                | –  | –  | –  |
| Nyári olimpiai játékok (64E)   | 685      | 470   | 340 (3.) 260 (4.) | 175                                              | 95                                               | 55                                               | 1                                                | –                                                | –                                                | –  | –  | –  |
| WTA Premier (56E)              | 470      | 320   | 200               | 120                                              | 60                                               | 40                                               | 1                                                | –                                                | 12                                               | –  | 8  | 1  |
| WTA Premier (32E)              | 470      | 320   | 200               | 120                                              | 60                                               | 1                                                | –                                                | –                                                | 20                                               | 12 | 8  | 1  |
| WTA Premier (16P)              | 470      | 320   | 200               | 120                                              | 1                                                | –                                                | –                                                | –                                                | –                                                | –  | –  | –  |
| Tournament of Champions        | 375*     | 255*  | 180*              | (csoportkör: 60 a győzelemért, 25 a vereségért)  | (csoportkör: 60 a győzelemért, 25 a vereségért)  | (csoportkör: 60 a győzelemért, 25 a vereségért)  | (csoportkör: 60 a győzelemért, 25 a vereségért)  | (csoportkör: 60 a győzelemért, 25 a vereségért)  | (csoportkör: 60 a győzelemért, 25 a vereségért)  | –  | –  | –  |
| WTA International (56E)        | 280      | 200   | 130               | 70                                               | 30                                               | 15                                               | 1                                                | –                                                | 10                                               | –  | 6  | 1  |
| WTA International (32E)        | 280      | 200   | 130               | 70                                               | 30                                               | 1                                                | –                                                | –                                                | 16                                               | 10 | 6  | 1  |
| WTA International (16P)        | 280      | 200   | 130               | 70                                               | 1                                                | –                                                | –                                                | –                                                | –                                                | –  | –  | –  |

*Minden csoportmérkőzés megnyerése esetén

## Visszavonuló játékosok
Az alábbiakban a 2012-es szezonban visszavonult, a világranglistán a legjobb százban (egyéni), illetve a legjobb ötvenben (páros) található játékosok nevei s pályafutásuk rövid összefoglalója olvasható:
- Kim Clijsters (1983. június 8.) a korábbi egyéni és páros világelső játékos 1997-ben lett profi teniszező. Háromszor győzött a US Openen (2005, 2009, 2010), egyszer az Australian Openen (2011), s háromszor diadalmaskodott az év végi világbajnokságon (2002, 2003, 2010). 2003-ban párosban megnyerte a Roland Garrost és Wimbledont is Szugijama Ai oldalán. Karrierje során összesen negyvenegy WTA-tornán győzött egyéniben, s további tizenegy címet szerzett párosban. Összesen húsz héten át vezette az egyéni világranglistát, első alkalommal 2003 augusztusában. Krónikusan elhúzódó sérüléseire hivatkozva 2007. május 6-án bejelentette visszavonulását, majd több mint két évnyi kihagyás és kislánya 2008 februárjában történt megszületése után visszatért a pályára, s két felvezető tornát követően 2009 szeptemberében óriási meglepetésre megnyerte a US Opent. 2012. május 22-én jelentette be, hogy a US Opent követően végleg visszavonul a versenyszerű teniszezéstől.[32] Legutolsó tétmérkőzését szeptember 1-jén játszotta, amikor a vegyes párosok küzdelmének második körében Bob Bryannel kétszettes vereséget szenvedtek.[33] Az egyéni világranglista 25. helyén állt ekkor.[34]
- Gisela Dulko (1985. január 30.): 2001-ben lett profi teniszező. Egyéniben négy, párosban tizenhét WTA-tornát nyert meg. Ebből az egyik egy Grand Slam-győzelem volt, amelyet 2011-ben ért el az Australian Openen Flavia Pennetta partnereként. Ezen kívül 2010-ben az év végi világbajnokságon is diadalmaskodtak. Egyéniben a legelső WTA-győzelmét éppen Budapesten szerezte 2007-ben. A világranglistán egyéniben a legjobb helyezése a huszonhatodik volt, párosban egy ideig világelsőnek mondhatta magát. 2012. november 18-án jelentette be, hogy nem folytatja profi pályafutását.[35]

## Visszatérők
2012-ben a következő, korábban egyszer már visszavonult játékosok tértek vissza a WTA mezőnyébe: 
- Paola Suárez (1976. június 23.) argentin teniszezőnő. 1994-ben kezdte profi pályafutását. Egyéniben négy, párosban negyvennégy WTA-tornát nyert meg, köztük nyolc Grand Slam-versenyt. Legjobb egyéni világranglista-helyezése kilencedik volt, és többször is vezette a páros világranglistát.  A 2004-es olimpiai játékokon Patricia Tarabini társaként bronzérmet szerzett Argentínának a páros versenyben. A 2007-es US Opent követően vonult vissza. 2012 februárjában, Bogotában tért vissza a pályára. Csak párost játszott, elsősorban honfitársával, Gisela Dulkóval, akivel érmet szerettek volna szerezni az olimpián,[36] de az első fordulóban vereséget szenvedtek. Ezt követően már csak egyszer lépett pályára, augusztus közepén Cincinnatiben.[37]